# 존 레논
존 윈스턴 오노 레논(출생명은 존 윈스턴 레논(영어: John Winston Lennon), 영어: John Winston Ono Lennon, 1940년 10월 9일 ~ 1980년 12월 8일)은 영국의 싱어송라이터, 평화 운동가이다. 비틀즈의 결성・창립자, 공동작곡작사가, 공동가수, 리듬기타리스트, 사회 운동가로서 전 세계적으로 이름을 떨쳤다. 레논은 그 음악, 저술, 그림, 영화, 인터뷰 따위에서 자신의 반항적 본성과 신랄한 위트를 표출하였다. 레논이 폴 매카트니와 가진 작곡 파트너십은 가장 성공적인 것으로서 역사에 아로새겨져 있다.
리버풀 출신으로 청소년기 스키플 열풍에 편승하여 1956년 쿼리멘을 결성, 이 밴드는 1960년 비틀즈로 발전한다. "똑똑한 비틀(the smart Beatle)"로서 별칭된 레논은 원래 비틀즈의 사실상의 리더였으나 리더 자리는 시간이 흐름과 함께 매카트니에게로 이양되었다. 1960년대 중반 레논은 넌센스 저술과 라인 드로잉을 그러모은 《인 히즈 온 라이트》(In His Own Write)와 《어 스페니어드 인 더 워크스》(A Spaniard in the Works)를 출판하였다. 〈All You Need Is Love〉를 비롯하여 레논이 쓴 곡은 반전운동과 1960년대 반문화의 앤섬으로 채용되었다. 1969년 더 플라스틱 오노 밴드를 후처 멀티미디어 아티스트 오노 요코와 출범시키고 2주간 반전시위 베드 인 포 피스를 벌였다. 또한 솔로 커리어를 추구하고자 비틀즈를 나갔다.
1968년과 72년 사이 레논과 오노는 여러 음반에서 공동작업하였으며 여기에는 아방가르드 앨범 트릴로지와 솔로 데뷔 앨범 《John Lennon/Plastic Ono Band》와 전세계적으로 히트한 톱 10 싱글 〈Give Peace a Chance〉, 〈Instant Karma!〉, 〈Imagine〉, 〈Happy Xmas (War Is Over)〉가 포함된다. 1971년 뉴욕시로 이주하여 베트남 전쟁을 비판하였으며 이는 3년간의 리처드 닉슨 행정부의 레논에 대한 강제추방 시도를 낳는다. 1973년에서 75년까지 레논과 오노는 별거하였으며 이 시간 동안 레논은 엘튼 존(〈Whatever Gets You thru the Night〉)과 데이비드 보위(〈Fame〉)와 협업하여 차트 1위를 2회 달성하였다. 5년간의 휴지기를 거쳐 레논은 1980년 음악에 복귀하여 오노와 공동작업한 《Double Fantasy》를 내놓았다. 그러나 앨범의 발표 3주 뒤 비틀즈의 팬 마크 데이비드 채프먼이 쏜 총탄에 맞아 비명횡사로 죽었다.
퍼포머, 작곡작사가, 공동작곡작사가로서 레논은 25개 싱글을 《빌보드》 핫 100 차트에서 1위에 올려놓았다. 레논의 베스트셀링 앨범 《Double Fantasy》는 1981년 그래미상 올해의 앨범을 수상했다. 1982년 레논은 브릿 어워드 우수기여상을 수상했다. 2002년 BBC 히스토리가 투표를 진행한 100인의 가장 위대한 영국인에서 8위에 선정되었다. 《롤링 스톤》은 레논을 5번째로 위대한 가수이자 38번째로 위대한 아티스트로 선정하였다. 1997년 작곡가 명예의 전당에 헌액되었으며 비틀즈의 멤버로서, 솔로 아티스트로서 로큰롤 명예의 전당에 2회 헌액되었다. 20세기의 가장 상징적인 사회 운동가 중 하나로 회자되고 있다. 

## 생애

### 1940–1957: 어린 시절
존 윈스턴 레논은 영국의 전쟁 시기이던 1940년 10월 9일 리버풀 산부인과 병원에서 줄리아 스탠리 레넌과 상선 해병이었던 앨프리드 레논 사이의 아들로 태어났다. 앨프리드는 레논의 출생 당시 그 자리에 없었다. 그의 부모는 레논의 이름을 그의 친할아버지 이름 존 "잭" 레논(John "Jack" Lennon)에서 따왔고, 중간 이름 윈스턴은 당시 수상이던 윈스턴 처칠에서 따왔다. 레논의 아버지는 집을 비우는 일이 많았지만, 레논과 아내가 살던 리버풀의 뉴캐슬 로드로 꾸준히 일정한 생계비를 보냈다. 하지만 그는 1944년 2월 실종되어 생계비 지원이 끊겼다가, 6개월 후 가족을 돌보고자 집으로 돌아왔다. 하지만 당시 다른 남자의 아이를 밴 상태였던 레논의 어머니 줄리아는 그를 거절했다. 줄리아의 언니인 미미 스미스가 리버풀 사회복지부에 두 번을 요청한 끝에 줄리아는 레논의 양육권을 미미에게 넘겼다. 1946년 7월 레논의 아버지는 미미 스미스를 찾아가 레논을 블랙풀에 데려왔고, 뉴질랜드로 가서 살 계획을 몰래 세운다. 줄리아는 당시 남자친구 바비 디킨즈와 함께 그들을 찾아갔다. 그리고 레논의 양육권을 두고 격한 언쟁을 벌였고, 아버지는 5세의 레논에게 아버지와 어머니 중 누구를 따라갈 것인지 선택하게 했다. 레논은 아버지를 두 번 선택했으나, 어머니가 떠나려고 하자 울면서 그녀를 쫓아갔다. 이후 아버지와는 20년간 연락이 끊겼다.

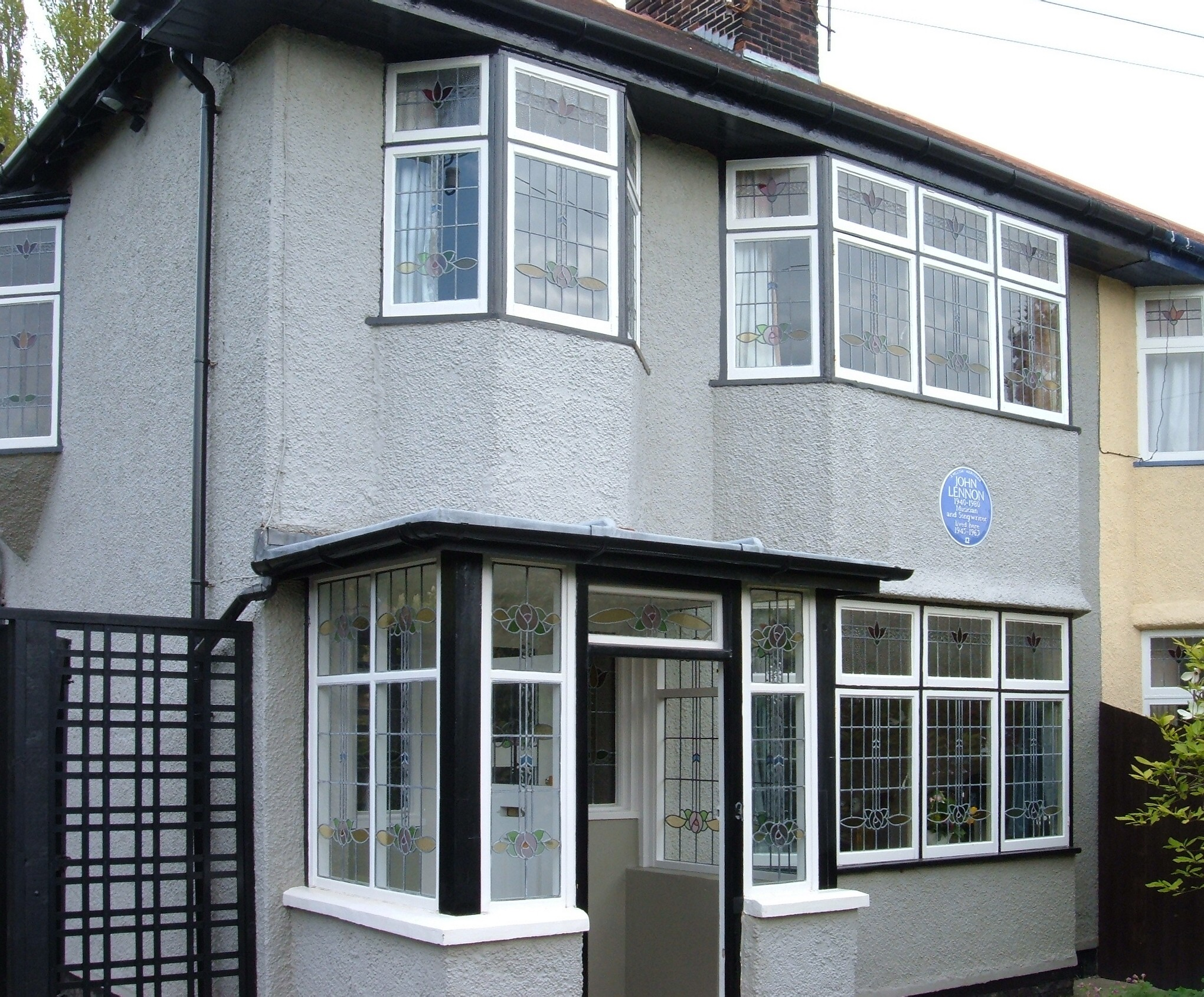
레논이 대부분의 유년기를 보낸 멘러브 애비뉴 251번지

레논은 이후부터 자식이 없던 이모 미미 스미스와 이모부 조지 스미스와 함께 멘러브 애비뉴 251번지에서 지내게 되었다. 레논의 이모는 레논에게 다양한 짧은 이야기책을 사주었고, 낙농장 농부인 이모부는 레논에게 하모니카를 사줬고 같이 십자말 퍼즐을 풀기도 했다. 줄리아는 주기적으로 레논을 방문했으며, 레논은 11살 때부터 블롬필드 로드 1번지에 살던 어머니를 자주 방문했다. 줄리아는 자신을 방문한 레논에게 엘비스 프레슬리 노래들을 틀어주고, 밴조를 가르쳐 주었으며, 패츠 도미노의 노래 〈Ain't That a Shame〉의 연주법을 알려주었다. 1980년 9월, 레논은 자신의 가족과 자신의 반항적 본능에 대해 털어놓았다.
| “ | 제 마음 한편에서는 미치광이 떠버리 시인/뮤지션이 아니라, 사회의 모든 면에서 받아들여지고 싶어하는 측면도 있어요. 하지만 전 제 자신을 거스를 순 없습니다 ... 저는 모든 부모님들이—폴의 부모님을 포함해서—'저 아이를 피해라'라고 할 아이였습니다 ... 부모들은 제가 문제아라는 것을 본능적으로 알아챘고, 자신의 아이들에게 부정적인 영향을 끼칠 거라고 생각했죠. 사실 그들 말이 맞아요, 저는 다른 친구들의 가정에 최대한의 방해를 일으키려고 했습니다 ... 제게 진정한 집이 없다는 것에 대한 부러움도 이유 중의 하나였죠 ... 하지만, 사실은 저에게도 진정한 집이 있었어요. 제 가족은 다섯 명의 여성이었습니다. 다섯 분의 강인하고, 총명하며, 아름다운 여성들, 다섯 자매였어요. 그 중의 한 명이 제 어머니였습니다. 어머니는 그리 요령 있는 삶을 살지 못했습니다. 줄리아는 막내였고, 바다로 떠나버린 남편이 있었고, 전쟁이 진행되고 있는 상황이였기 때문에 정신이 없어 저를 제대로 챙길 수가 없었죠. 그리고, 전 줄리아의 언니와 살게 되었어요. 그녀들은 정말 대단했습니다 ... 그리고, 이게 저의 첫 번째 페미니즘 교육이었습니다 ... 저는 다른 애들을 이런 식으로 물들이려 했어요. "부모님은 신이 아니야. 나는 내 부모님과 같이 살지 않잖아. 그래서 아는 거야." | ” |

레논은 플리트우드에 살고 있던 7살 더 많은 사촌 스탠리 파크스를 정기적으로 방문했고, 파크스는 레논과 함께 여행을 가거나 동네 영화관에 갔다. 방학 동안 파크스는 다른 사촌 레일라 하비와 함께 레논을 방문하여 일주일에 두세 번 정도 블랙풀 타워 서커스를 보러 가거나 디키 발렌타인, 아서 에스키, 맥스 바이그레이브스, 그리고 조 로스의 공연을 관람했다. 파크스는 레논이 특히 조지 폼비를 좋아했다고 말했다. 파크스의 가족이 스코틀랜드로 이사를 간 후, 이 세 명은 방학 때 함께 스코틀랜드에서 시간을 보냈다. 파크스는 "존, 사촌 레일라와 전 아주 친했습니다. 존이 9살이었을 때부터 16살이었을 때까지, 저흰 에딘버러에서 차를 타고 더네스에 있는 가족 농장으로 갔어요."라고 회고했다. 레논이 14세가 되던 해인 1955년 6월 5일에 이모부 조지는 간 출혈로 52세의 나이에 사망했다.

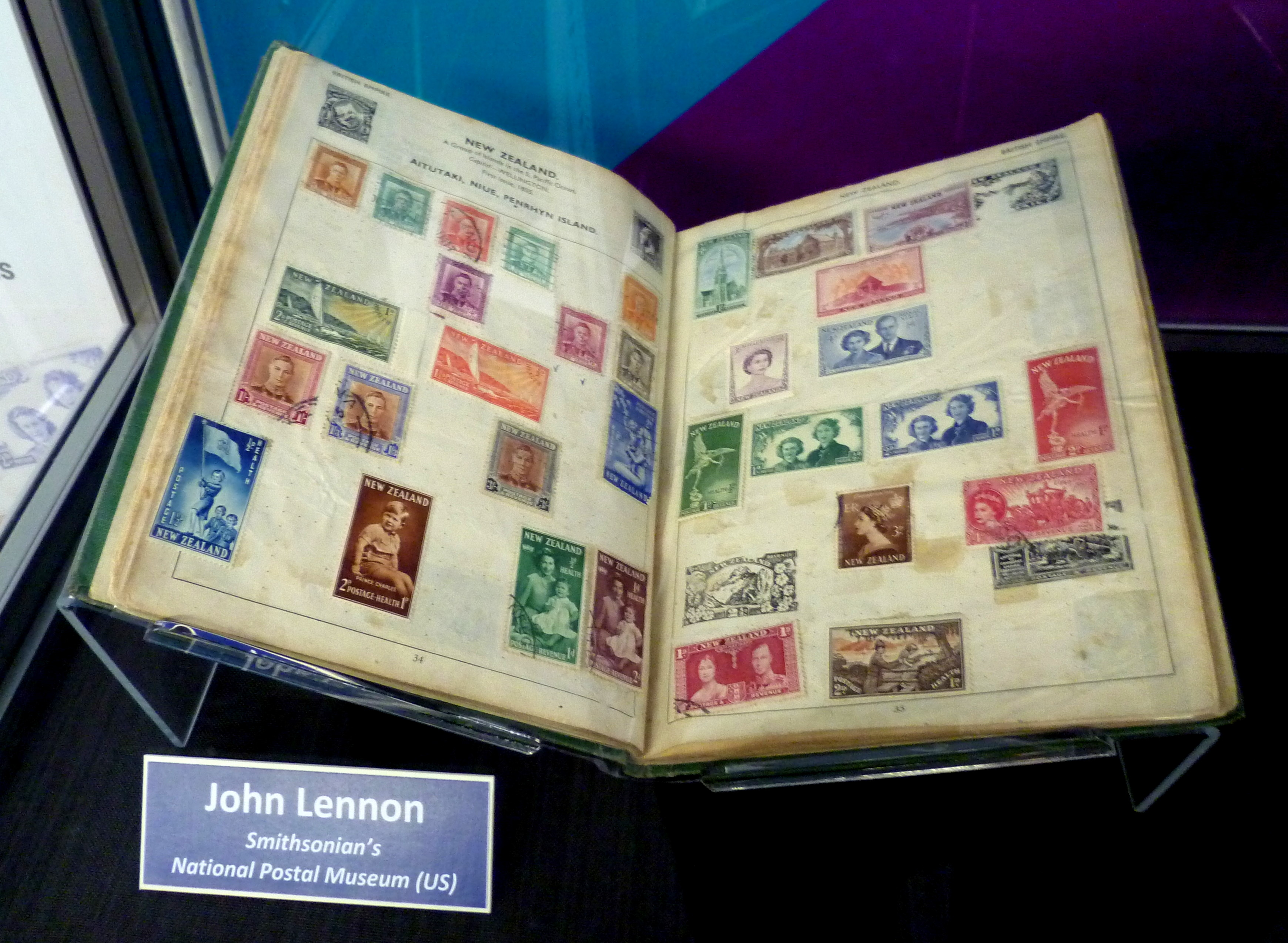
레논의 우표 수집책

레논은 성공회 신자로 자랐고, 도브데일 초등학교에 다니게 된다. 초등학교 졸업 후 1952년 9월에서 1957년까지 레논은 리버풀에 있는 쿼리 뱅크 고등학교에 다녔다. 그 당시 하비는 레논을 "태평스럽고, 유쾌하고, 마음 편하고, 활기차다"고 묘사했다. 레논은 가끔씩 직접 만든 학교 잡지 《데일리 홀》(The Daily Howl)에 만화를 그리기도 했으나, 그의 뛰어난 미술적 재능에도 불구하고 학교는 그에 대한 보고서에 "실패의 길의 걷고 있음이 틀림없다 ... 희망이 없다 ... 교실의 광대와 다름없다 ... 다른 학생들의 시간을 낭비한다"고 적으며 비판적인 시각으로 바라보았다. 2005년, 미국의 국립우편박물관이 그가 소년 시절 모은 우표 수집품을 입수했다.
1956년, 레논의 어머니는 5파운드 10실링을 주고 값싼 개로톤 챔피언 어쿠스틱 기타를 사서 레논에게 "빌려"주었다. 대신 주문할 때에는 누나인 미미가 레논의 음악적 포부에 반대하는 것을 알고 있었기 때문에, 미미 스미스의 집이 아닌 자기의 집으로 배송을 요청했다. 미미는 자신이 언젠가는 유명해질 거라 떵떵거리는 레논의 주장을 회의적으로 받아들이며 언젠가 음악을 지루하게 받아들이길 바라는 마음으로 종종 "기타 치는 건 아주 좋아, 존, 하지만 그걸로 먹고 살 수는 없어"라고 말했다. 1958년 7월 15일, 레논이 17세가 되던 해 그의 어머니 줄리아는 미미 스미스의 집에 방문 후 귀가하는 길에 차에 치여 사망했다.
레논은 교육 자격 검정 시험 GCE O 레벨을 통과하지 못했고, 이모와 교장이 나서서야 겨우 리버풀 예술 대학에 입학할 수 있었다. 대학에 들어간 레논은 테디 보이 의류를 입기 시작했으며, 선생님들을 괴롭히고 수업을 방해하는 걸로 유명해졌다. 결국 레논은 회화 강의와 그래픽 아트 강좌에서 연달아 쫓겨났고, 라이프 드로잉 수업에서 누드 모델의 허벅지 위에 앉는 등의 나쁜 태도로 인해 퇴학될 수도 있다고 경고를 받았다. 학년말 시험에서 떨어진 그는 친구들과 훗날 아내가 되는 신시아 파월의 도움에도 불구하고 "마지막 학년을 앞두고 학교에서 퇴학당했다".

### 1957–1970: 쿼리맨과 비틀즈

#### 1957–1966: 결성, 상업적 성공과 투어 기간

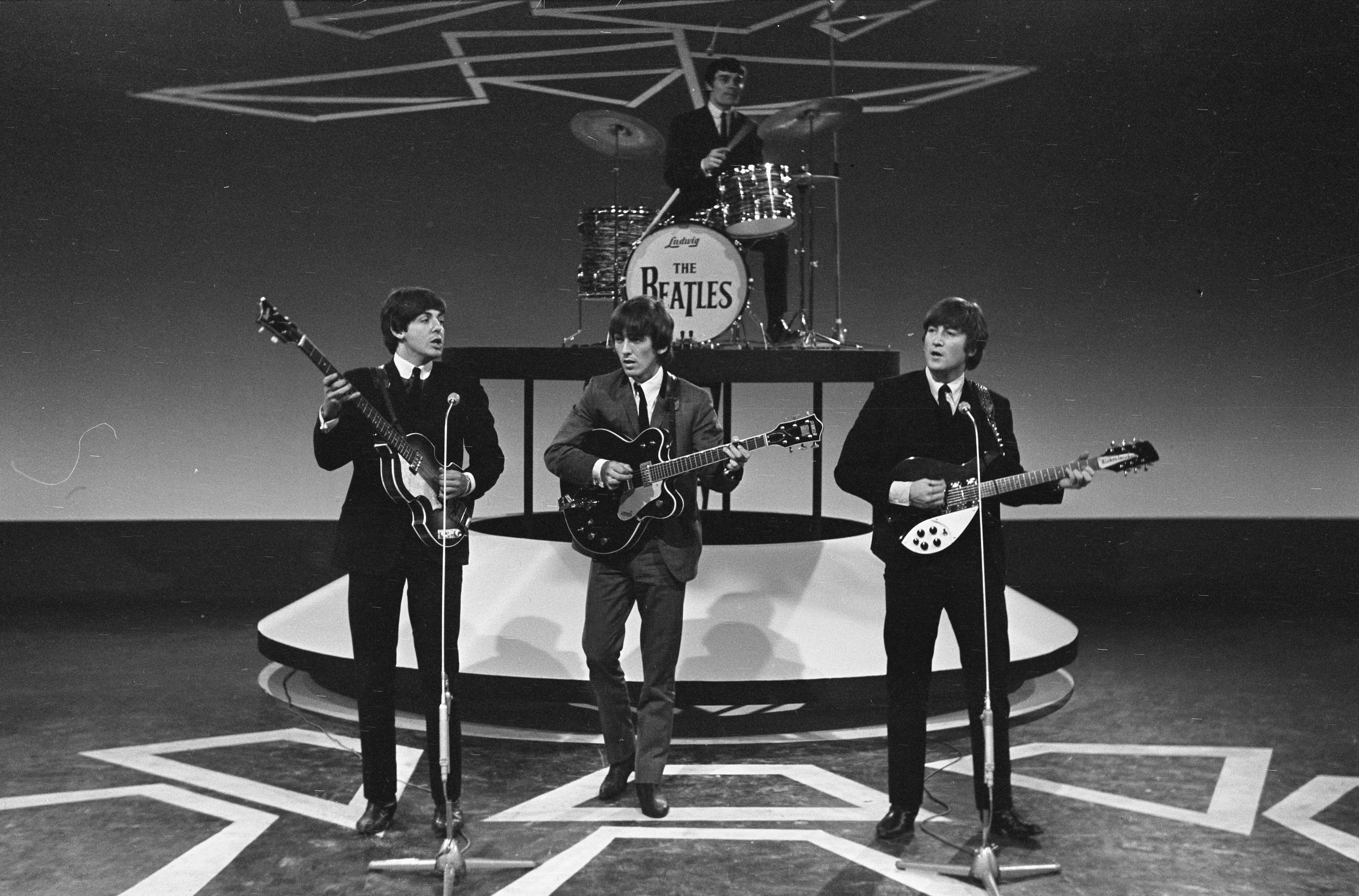
비틀마니아가 절정에 다다른 1964년에 공연하는 레논(맨 오른쪽)

1956년 9월, 15세의 레논은 쿼리뱅크 고등학교에서 이름을 따와 명명된 스키플 그룹인 쿼리맨을 결성했다. 1957년 여름, 쿼리맨은 스키플 반 로큰롤 반으로 이루어진 "영혼이 담겨진 세트 리스트"를 공연했다. 레논은 폴 매카트니를 7월 6일 울튼의 성 베드로 교회 원유회에서 열린 쿼리맨의 두 번째 공연에서 처음으로 만났고, 레논은 매카트니에게 밴드에 들어올 것을 권했다.
매카트니는 미미가 "존의 친구들이 하류층인 것을 굉장히 의식했"으며, 레논을 방문하러 온 자신을 종종 아랫사람 대하듯 했다고 증언했다. 폴의 형제 마이크는, 자신의 아버지도 매카트니를 "곤경에 빠뜨릴"까봐 레논과 어울리는 것을 탐탁지 않게 여겼다고 말했다. 그렇지만, 나중에 폴의 아버지는 포틀린 20번가에 위치한 매카트니의 집 거실에서 밴드의 리허설을 하게 도와주었다. 이 시기에 18세 레논은 자신의 첫 노래 〈Hello Little Girl〉을 작곡했고, 이 곡은 5년 후 더 포모스트가 불러 영국 차트 10위 안에 진입했다.
매카트니는 친구였던 조지 해리슨을 리드 기타 연주자로 제안했으나, 레논은 14살이었던 해리슨이 너무 어리다고 생각했다. 매카트니는 후에 조지를 위해 리버풀 버스의 위층에서 오디션을 잡아주었고, 해리슨은 레논 앞에서 〈Raunchy〉를 연주했다. 레논의 예술학교 친구인 스튜어트 섯클리프는 후에 베이스 연주자로 밴드에 들어왔다. 레논, 매카트니, 해리슨과 섯클리프는 1960년대 초 "비틀즈"가 되었다. 그해 8월에 비틀즈는 독일의 함부르크에서 48일간 거주하게 되었는데, 당시 공연을 위해 드럼 연주자가 급하게 필요했기 때문에 피트 베스트를 영입했다. 레논의 이모는 당시 19세였던 레논이 함부르크에 여행을 간다고 했을 때 상당히 충격을 받았고, 여행 대신 미술 공부를 계속하라고 설득했다. 함부르크에서의 첫 체류 이후 비틀즈는 1961년 4월에 두 번째로, 1962년 4월에 세 번째로 체류했다. 다른 밴드 멤버들처럼 레논은 함부르크에서 지낼 때 프레루딘을 접했고, 긴 밤 공연을 위한 각성제로 암페타민 따위의 마약을 복용했다.
1962년부터 비틀즈의 매니저를 맡은 브라이언 엡스타인은 이전에 밴드 매니저 일을 해본 경험이 없었지만, 비틀즈의 초창기 복장 양식과 무대 태도에 상당한 영향을 끼쳤다. 레논은 처음에 엡스타인이 제안한 양복 차림의 전문적인 용모를 강하게 거부했으나, 결국에는 "돈만 준다면 바보 같은 풍선이라도 입어야지."라며 받아들였다. 매카트니는 섯클리프가 함부르크에 남기로 하자 대신해서 베이스 연주자를 맡기로 했고, 드럼 연주자는 베스트에서 링고 스타로 교체되었다. 비틀즈는 1970년 해산까지 4인조 체제를 형성하게 된다. 밴드의 첫 싱글 〈Love Me Do〉는 1962년 10월에 발매되었고, 영국 차트에서 17위를 기록했다. 그들은 데뷔 음반 《Please Please Me》를 1963년 2월 11일 10시간에 걸쳐 녹음했다. 그 날 레논은 감기에 걸려있었고, 이는 그 날 마지막으로 녹음된 곡 〈Twist and Shout〉의 보컬에 명백히 드러난다. 레논-매카트니는 14곡 중에서 8곡을 작곡했다. 레논은 이 때만 해도 앨범 제목 등 몇 가지를 빼곤 가사에 말장난을 넣지 않았다. 그는 "우린 그냥 노래를 썼어요 ... 음악을 만들기 위해서 단순히 노래를 쓴다는 생각만 했습니다. 가사들은 대부분 상관없었죠."라고 말했다. 매카트니는 1987년 인터뷰에서 다른 비틀즈 멤버들이 레논을 우상으로 삼았다고 말했다. "그는 우리의 작은 엘비스였습니다 ... 우리는 모두 존을 우러러보았죠. 그는 우리보다 나이가 많았으며 또한 리더였고, 가장 재치있고 똑똑했어요.
비틀즈는 1963년 초부터 영국의 주류시장에서 성공을 거두기 시작했다. 레논은 4월에 태어난 첫째 아들 줄리언과 함께 투어를 돌았다. 여왕과 다른 왕실 가족들이 관람한 로열 버라이어티 쇼 공연 때, 레논은 관객을 향해 다음과 같은 재담을 쏟아냈다. "다음 곡을 위해서는 여러분의 도움이 필요합니다. 싼 좌석에 있는 사람들은 손뼉를 쳐주시고, 나머지 분들은 보석을 흔들어주세요." 1년 후인 1964년 2월에 비틀즈는 《에드 설리번 쇼》를 통해 미국에서 역사적인 데뷔 공연을 펼쳤고, 머지않아 세계적인 스타가 되었다. 비틀즈는 2년 동안 지속해서 투어를 돌면서 영화 제작과 작곡을 했다. 레논은 이 무렵 책 《그 자신의 이야기》(In His Own Write), 《일하는 스페인 사람》(A Spaniard in the Works)을 썼다. 비틀즈는 1965년 여왕 서작식에서 대영 제국 훈장(MBE)을 받았다.
레논은 공연을 보는 팬들이 지르는 함성 때문에 노래가 묻히는 것과 밴드의 음악성이 악화될 것을 걱정하게 되었다. 레논은 〈Help!〉로 자신의 감정을 표현하고자 했다. "그건 제 진심이었어요 ... 전 'help→도움'를 부르고 있었죠." 그는 살이 불어났고(후에 이때를 '살진 엘비스' 시기에 비유했다), 무의식중에 변화를 추구하고자 하는 걸 느꼈다. 그해 3월 레논, 해리슨과 그들의 부인을 저녁 파티에 초대한 치과 의사는 몰래 커피 속에 LSD를 담아 그들에게 권했다. 그들이 떠나고자 할 때 LSD를 복용했다는 것을 밝히면서 부작용 때문에 외출하지 말라고 충고했다. 밖으로 나간 그들은 한 나이트클럽의 엘리베이터에서, 마치 불 속에 있는 것처럼 느껴져 고함을 질렀다.
1966년 3월, 《이브닝 스탠더드》의 리포터 마린 클리브와의 인터뷰 중에 레논은 다음과 같은 발언을 했다. "기독교 신앙은 없어질 거예요. 오그라들고 사라질 거란 말입니다 ... 우리는 지금 예수보다 인기가 많아요. 로큰롤과 기독교 중에 어떤 게 먼저 없어질지는 잘 모르겠습니다." 이 발언은 영국에서는 거의 관심을 받지 못했으나 다섯 달 후인 8월에 미국의 한 잡지가 인터뷰를 공개하면서 큰 파급을 초래했다. 미국의 기독교 신자들은 비틀즈 음반을 불태웠고, KKK는 레논을 위협하거나 공연 중 난동을 부렸다. 이같은 활동은 비틀즈가 투어를 중지하겠다는 결정에 도화선을 당겼다.

#### 1967–1970: 스튜디오 기간, 해체, 솔로 작업

1967년의 레논

1966년 8월 29일, 마지막 상업적 콘서트가 끝나고 일상적이던 라이브 공연을 뒤로한 레논은 상실감과 밴드를 떠나야 한다는 생각을 느꼈다. 지난 1월 의도치 않은 LSD 복용 이후 약물 사용이 늘어났으며, 특히 1967년에는 지속해서 영향을 받았다. 전기작가 이안 맥도널드에 의하면, 레논은 지속적인 복용으로 인해 "자신의 정체성이 지워질 뻔"했다. 1967년 레논이 쓴 〈Strawberry Fields Forever〉가 발표되었고, 《타임》지는 이를 "놀라운 창의력"이라고 격찬했다. 비틀즈의 대표 음반인 《Sgt. Pepper's Lonely Hearts Club Band》의 가사는 레논-매카트니가 초기에 쓴 간단한 사랑 노래와는 큰 대조를 이루었다.
8월에 마하리시 마헤쉬 요기를 소개받은 비틀즈는 그의 초월 명상 세미나가 진행되는 웨일스의 뱅고어에 가서 주말 개인 강습회에 참여했다. 그들은 세미나 도중에 브라이언 엡스타인의 사망 소식을 듣게 되었다. 레논은 후에 "저희가 위험에 직면했다는 걸 깨달았어요", "전 우리가 곡을 연주하는 것 외엔 다른 것을 할 수 없단 걸 알았고, 그 때문에 겁을 먹었습니다."라고 말했다. 해리슨과 레논은 동양 종교에 대한 흥미가 컸고, 이에 힘입어 비틀즈는 나중에 인도에서 마하리시의 아시람을 방문하여 더 많은 지도를 받았다. 거기에 있는 동안 《The Beatles》와 《Abbey Road》의 대부분 곡을 작곡했다.
레논은 혼자서 장편 반전 영화 《존 레논의 전쟁 대작전》에 출연했다. 영화는 1967년 10월에 상영되었다. 비틀즈가 처음으로 엡스타인 없이 진행한 텔레비전 영화 프로젝트 《매지컬 미스터리 투어》는 폴 매카트니가 진행하고 비틀즈가 직접 각본 및 감독을 맡았다. 그해 12월에 공개된 영화는 평론가로부터 비틀즈 작품 중에서는 처음으로 악평을 받았으나, 레논이 루이스 캐럴로부터 영감을 얻은 〈I Am the Walrus〉를 수록한 사운드트랙은 성공을 거뒀다. 엡스타인의 사망 이후, 비틀즈 멤버들은 사업 활동에 점차적으로 참여하게 되었고, 1968년에 2월 애플 레코드와 몇 개의 자회사로 이루어진 멀티미디어 기업인 애플 코어를 세웠다. 레논은 기업을 "사업 구조 내에서의 예술적 자유"를 추구하기 위한 시도라고 설명했으나, 그의 늘어만 가는 마약 실험과 오노 요코에 대한 집착, 그리고 매카트니 자신의 결혼 계획으로 인해 애플은 전문적인 매니지먼트가 필요했다. 레논은 비칭 경에게 그 역할을 맡아줄 것을 부탁했지만, 그는 이를 거절했고 돌아가 음반을 만들라고 충고했다. 레논은 롤링 스톤스와 여러 밴드의 매니저를 맡아온 앨런 클라인에게 부탁했다. 클라인은 레논, 해리슨, 스타에 의해 애플 최고 경영자로 임명되었지만, 매카트니는 매니지먼트 계약에 서명하지 않았다.
1968년 말 레논은 더티 맥의 멤버로서 《더 롤링 스톤스 록 앤 롤 서커스》에 출연했다(1996년까지 발표되지 않았다). 이 슈퍼그룹 더티 맥은 레논, 에릭 클랩턴, 키스 리처즈, 그리고 미치 미첼로 구성되었고, 오노는 영화 내에서 백 보컬을 담당했다. 레논과 오노는 1969년 3월 20일에 결혼했으며 자신들의 신혼여행 장면을 그린 14개짜리 석판화 시리즈를 선보였다. 이 중 여덟은 불건전하다고 판단되었고, 대부분 금지되거나 몰수되었다. 레논의 관심은 비틀즈에게서 멀어져, 1968년과 1969년 사이 오노와 작업한 세 개의 실험 음악 음반, 《Unfinished Music No.1: Two Virgins》, 《Unfinished Music No.2: Life with the Lions》 그리고 《Wedding Album》에 창의성을 집중시켰다. 1969년에는 플라스틱 오노 밴드를 결성하여 《Live Peace in Toronto 1969》를 발표했다. 1969년과 1970년 사이에 레논은 1969년 베트남 전쟁 반대 노래로 널리 채택된 〈Give Peace a Chance〉, 헤로인 복용 후 그의 후회하는 심정을 표현한 〈Cold Turkey〉, 그리고 영국이 비아프라 전쟁에 개입한 데 항의하는 〈Instant Karma!〉를 발표했다. 영국이 베트남전에 참전한 미국을 지원한 것과, 〈Cold Turkey〉의 차트 순위가 내려간 것에 항의하는 의미에서 레논은 훈장을 여왕에게 반납하나, 포기할 수가 없는 MBE 상태에는 아무 영향이 없었다.
레논은 1969년 9월에 비틀즈를 떠났고, 그룹이 녹음 계약을 재협상하는 동안에는 이를 매체에 발표하지 않기로 동의했다. 하지만 1970년 4월 매카트니가 데뷔 솔로 음반 발표와 동시에 밴드 탈퇴를 선언하자 레논은 분개했다. 레논은 "하느님 맙소사! 그가 전부 자기 걸로 만들어버렸어!"라고 반응했다. 그는 후에 "내가 밴드를 시작했고, 내가 해체했다. 그렇게 단순한 거다"라고 썼다. 《롤링 스톤》과의 인터뷰에서, 그는 "폴이 한 것을 안 한 난 바보였다. 음반 파는데 그걸 이용한 거 말이다."라며 매카트니를 비꼬았다. 다른 구성원들이 오노를 향해 느끼는 적개심을 눈치챘다는 얘기도 했으며, 자신과 해리슨과 스타가 폴을 위한 "사이드맨 취급을 당했다"고 말했다. 계속해서 그는 "엡스타인의 사망 후 비틀즈는 무너졌다. 폴이 그 역할을 이어받아 우리를 이끌고자 했다. 하지만 우리는 제자리걸음만 하고 있었을 뿐인데 뭘 이끌었겠는가?"라고 말했다.

### 1970–1980: 솔로 경력

#### 1970–1972: 초기 솔로 성공과 행동주의

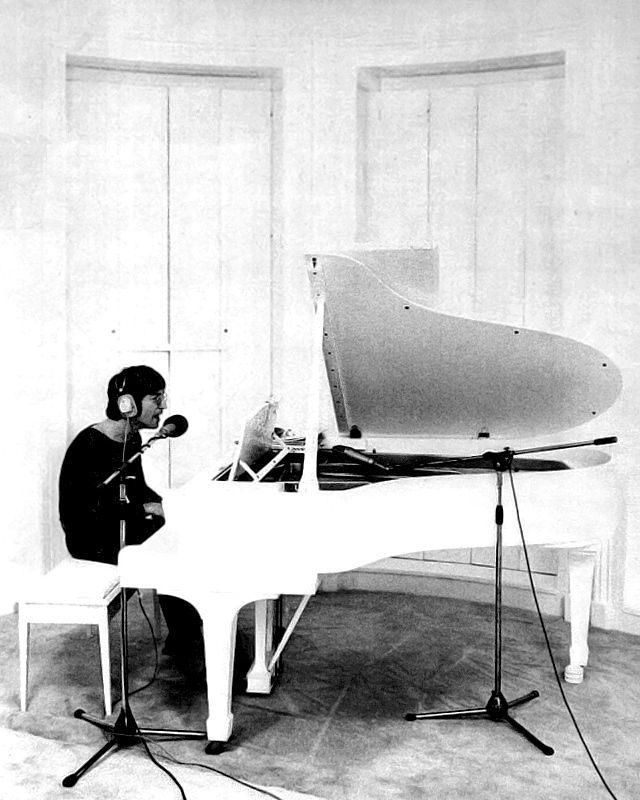
1971년 9월 18일, 빌보드의
〈Imagine〉 홍보물

1970년, 레논과 오노는 캘리포니아 로스앤젤레스에서 아서 야노브 의사를 통해 원초 치료를 받았다. 유년기의 감정적 고통을 해소하기 위해 고안된 치료법으로 일주일에 두 번, 4개월간 진행되었다. 의사는 더 장기적으로 치료하기를 원했으나, 커플은 더 이상 계속 치료받을 이유가 없다고 생각하고 런던으로 돌아왔다. 레논의 감정이 잘 표현된 데뷔 솔로 음반 《John Lennon/Plastic Ono Band》(1970)는 높은 평가를 받았다. 비평가 그레일 마커스는 "존이 부른 〈God〉의 마지막 소절은 로큰롤 역사상 가장 뛰어난 업적."이라고 평가했다. 음반은 레논이 어릴 적 직면해야 한 감정이 들어간 노래 〈Mother〉, 부르주아 사회구조를 비판하는 노래 〈Working Class Hero〉("넌 아직도 망할 하류층이야"라는 가사로 인해 방송사들로부터 비판을 샀다) 등이 수록되어 있다. 같은 해, 레논은 타릭 알리와의 인터뷰 때 그의 혁명적 정치 견해에 영감을 받아 〈Power To The People〉를 썼다. 레논은 나중에 알리의 근거없는 외설 혐의로 인해 《Oz》지가 기소되자, 이 기소를 "역겨운 파시즘"이라고 맹렬히 비판했다. 그와 오노(엘라스틱 오즈 밴드)는 싱글 〈God Save Us / Oz〉를 발매하고는 잡지사 지원을 위한 운동에 참여했다.
레논의 다음 음반 《Imagine》(1971)은 평론가들로부터 신중한 반응을 받았다. 《롤링 스톤》은 "수록곡의 대부분이 좋은 음악"이라고 평했으나, "그의 가식은 곧 단순히 따분해질 뿐만 아니라, 시시하게 되어버릴 것이다."라고 경고했다. 앨범의 타이틀 곡 〈Imagine〉은 반전 운동을 위한 노래가 되었고, 〈How Do You Sleep?〉은 《Ram》에서 나타난 자신을 비꼬는 가사에 대한 반격으로, 매카트니는 후에 가사가 레논과 오노를 향한 공격이었다고 인정했다. 레논은 1970년대 중반에 적의를 조금 누그러뜨렸고, 〈How Do You Sleep?〉을 자신을 위해 썼다고 말했다. 존은 1980년에 "나는 폴을 향한 내 적개심을 이용하여 노래를 만들었다 ... 잔인하고 끔직하고 악한 앙갚음이다 ... 나는 〈How Do You Sleep?〉을 폴의 탈퇴에 대한 분노와 그에 대한 관계를 사용해 작곡했다. 이런 생각을 머릿 속에서 떨쳐낼 수가 없다"고 말했다.
1971년 8월에 뉴욕으로 이사를 간 레논과 오노는 12월에 〈Happy Xmas (War Is Over)〉를 발매했다. 새해, 닉슨 정부는 레논이 주도한 반전 운동과 반닉슨 선전에 맞서 "전략적 대응책"을 취했고, 그를 추방하려는 4년의 시도에 착수했다. 1972년, 레논은 뉴욕에서 맥거번이 닉슨에게 선거에서 패한 후, 제리 루빈에 의해 열린 선거 후 행사에 오노와 참여했다. 이민 당국과의 계속되는 법적 전투에 집중한 레논은 결국 미국 영주권을 거부당했다(1976년 이후 풀렸다). 우울했던 레논은 술에 취해 여자 손님과 섹스를 하며 오노를 당혹스럽게 했다. 그녀의 노래 〈Death of Samantha〉은 이 사건에서 영감을 받은 것이다.
뉴욕 밴드 엘리펀트스 메모리가 백 보컬을 맡고, 오노와 공동으로 제작한 음반 《Some Time in New York City》은 1972년에 발매되었다. 여성권리, 인종관계, 북아일랜드를 탄압하는 영국, 그리고 레논의 영주권 획득 문제에 관한 노래가 수록된 이 음반은 큰 혹평을 받았다. 수록곡 〈Woman Is the Nigger of the World〉은 같은 해 미국에서 싱글로 발매되었고, 5월 11일 《딕 커뱃 쇼》를 통해 전파를 탔다. 많은 라디오 방송국들이 "깜둥이"라는 단어 때문에 방송하는 것을 거부했다. 레논과 오노는 엘리펀트스 메모리, 그 외 게스트들과 함께 윌로우브룩 주 학교 정신 시설의 환자들을 위해서 두 번의 자선공연을 열었다. 1972년 8월 30일 매디슨 스퀘어 가든에서 진행된 이 공연은 레논의 마지막 장시간 공연이었다.

#### 1973–1975: "잃어버린 주말"

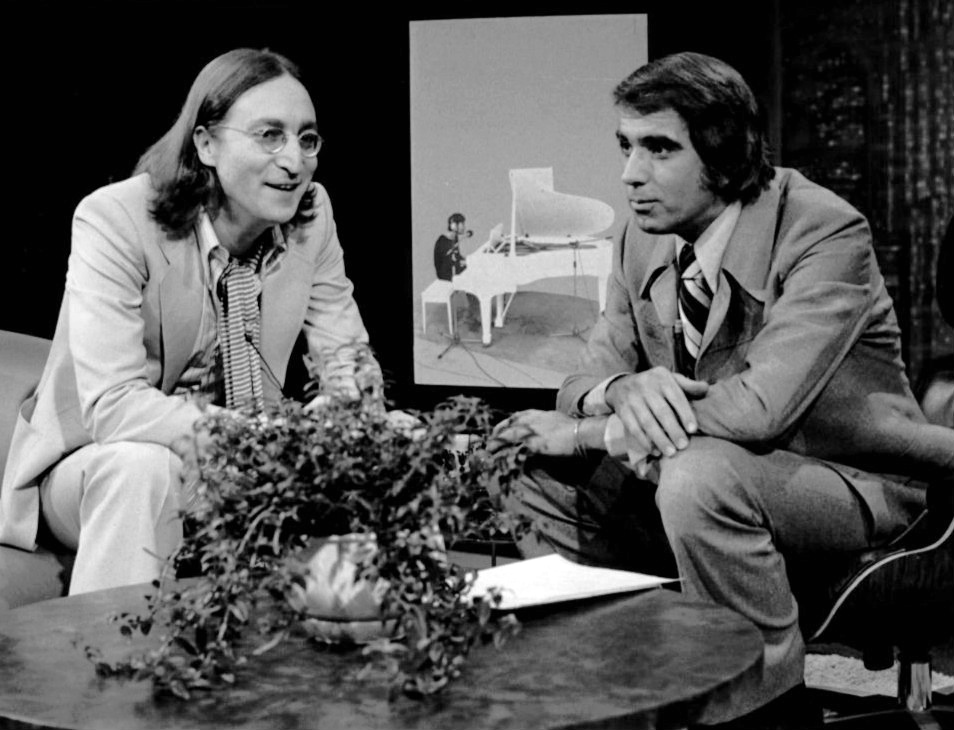
존 레논과 TV 프로그램 《투모로우》의 진행자 톰 스나이더의 홍보 사진. 1975년에 방영된 이 프로그램은 1980년 사망하기 전까지 그가 마지막으로 한 텔레비전 인터뷰였다.

레논이 《Mind Games》(1973)을 녹음하고 있었을 때, 그와 오노는 떨어져 지내기로 했다. 그들은 18개월간 떨어져 지냈고, 레논은 이후 이 기간을 "잃어버린 주말"이라고 불렀다. 레논은 그동안 로스앤젤레스와 뉴욕에서 개인 비서 메이 팡과 함께 지냈다. 플라스틱 U.F.오노로 표기된 《Mind Games》는 1973년 11월에 발매되었다. 레논은 같은 달에 발매된 링고의 음반 《Ringo》에 가이드 보컬을 제공해 주었고, 이는 《John Lennon Anthology》에 수록되어 있다.
1974년 초에 레논은 술을 심하게 마셨으며, 해리 닐슨과의 만취 사건으로 머리기사를 장식했다. 가장 널리 알려진 두 사건은 트루바두르 클럽에서 3월에 일어난 일이다. 첫 번째는 레논이 이마에 생리대를 놓고 웨이트리스와 실랑이를 벌인 것이고, 두 번째는 2주 후 레논과 닐슨이 같은 클럽에서 스모더스 브라더스를 괴롭히다 퇴장한 것이다. 레논은 닐슨의 음반 《Pussy Cats》의 프로듀서를 맡기로 하고, 메이 팡은 그들을 위해 로스앤젤레스 해안가에 위치한 집을 빌렸다. 하지만 한 달이 지나자 녹음 세션은 엉망이 되었고, 레논은 팡과 함께 음반 작업을 마무리 짓기 위해 뉴욕으로 이사를 갔다. 4월, 레논은 믹 재거의 노래 〈Too Many Cooks(Spoil the Soup)〉를 프로듀싱했으나, 계약상의 이유로 30년이 넘게 미발매되었다. 최종적으로 팡이 노래를 제공했고, 믹 재거의 《The Very Best of Mick Jagger》(2007)에 수록되었다.
뉴욕에 다시 돌아온 레논은 《Walls and Bridges》를 녹음했고, 이는 1974년 10월에 발매됐다. 엘튼 존이 백 보컬과 피아노를 담당한 수록곡 〈Whatever Gets You Thru the Night〉의 싱글은, 레논이 솔로 경력 때 발표한 것 중 유일하게 빌보드 핫 100 1위를 차지했다.b 음반에서 나온 두 번째 싱글 〈#9 Dream〉은 연말 전에 발매됐다. 링고의 《Goodnight Vienna》(1974)에서 레논은 타이틀 곡을 쓰고 피아노를 연주했다. 11월 28일, 레논은 매디슨 스퀘어 가든에서 열린 엘튼 존의 추수감사절 콘서트에 특별 게스트로 참여했다. 엘튼과 〈Whatever Gets You Thru the Night〉가 1위에 오르면 공연에 참가할 것이라고 서로 내기했고, 레논은 이 약속을 지켰다. 레논은 공연에서 "폴이라고 불리는 나의 떨어져 있는 오랜 약혼자의 노래."라고 소개하면서 〈Lucy in the Sky with Diamonds〉과 〈I Saw Her Standing There〉를 연주했다.
레논은 데이비드 보위의 미국 첫 1위 곡 〈Fame〉을 함께 작곡했으며, 1975년 1월에 이루어졌던 녹음에서 기타 연주와 백 보컬을 맡아줬다. 같은 달, 엘튼 존은 자신이 커버한 〈Lucy in the Sky with Diamonds〉로 차트 1위를 차지했으며, 여기서 "닥터 윈스턴 오'부기"라는 가명으로 참여한 레논은 기타 연주와 백 보컬을 담당했다. 오노와 다시 만난 레논은 커버 음반 《Rock 'n' Roll》(1975)을 발매했으며, 2월에 나온 싱글 〈Stand by Me〉는 미국과 영국에서 히트했고, 이후 5년 동안은 싱글을 발매하지 않았다. 그는 자신의 마지막 무대 출연을 ATV 스페셜 방송 《A Salute to Lew Grade》에서 했으며, 이는 4월 18에 녹음되어 6월에 방송되었다. 어쿠스틱 기타와 반주를 담당한 8인조 밴드와 함께 레논은 《Rock 'n' Roll》의 〈Stand by Me〉, 〈Slippin' and Slidin'〉(두 곡 모두 방송되지 않음)와 〈Imagine〉을 공연했다. 여기서 함께한 'Etc.'라는 밴드는 머리 뒤에 가면을 썼는데, 이는 그레이드가 두 얼굴을 가지고 있다고 생각한 레논의 아이디어에서 착상한 것이다.

#### 1975–1980: 은퇴와 복귀
둘째 아들 숀이 1975년 10월 9일에 출생했고, 레논은 육아에 전념하기 위해 5년간 경력에 공백을 냈다. 그달에 EMI/캐피틀과 한 계약 의무를 이행하기 위해 이전에 녹음된 노래를 담은 컴필레이션 음반 《Shaved Fish》을 발매했다. 레논은 매일 6시에 일어나 숀의 밥을 준비하고 그와 시간을 보냈다. 그는 링고의 음반 《Ringo's Rotogravure》(1976)의 수록곡 〈Cookin' (In the Kitchen of Love)〉를 쓰고 6월에 녹음했다. 이는 1980년까지 그의 마지막 녹음 세션이 된다. 1977년 6월, 레논은 도쿄에서 "우리는 이보다 좋을 수 없을 결정을 내렸다. 우리는 아기에게 최대한 전념할 것이고, 충분한 시간을 보냈다고 느끼면 그 때 무언가 만들 시간을 할애하겠다."며 음악을 그만두겠다 선언했다. 이 공백기에 그는 일련의 그림을 그렸고, 자서전 요소와 그가 "미친 것"이라고 부르는 것을 혼합하여 책을 저술했다. 이 책들은 모두 사후에 출판되었다.
레논은 1980년 10월에 싱글 〈(Just Like) Starting Over〉을 발표하며 복귀했고, 그 다음 달에 오노와 함께 공동으로 정규 음반 《Double Fantasy》를 발표했다. 이 음반에는 6월에 43피트 크기의 항해선을 타고서 버뮤다를 여행하는 동안 쓴 곡들이 수록되어 있다. 수록곡은 레논이 새롭게 안정된 가족을 가짐으로서 느끼는 만족감을 반영하고 있다. 또한 충분한 곡들이 다음 음반 《Milk and Honey》를 위해 녹음됐다(사후인 1984년에 발표됨). 《Double Fantasy》는 그리 좋은 평가를 받지 못했다. 《멜로디 메이커》는 "관대하기 짝이 없이 무미건조하다 ... 지독하게도 따분하다"고 평했다.

### 1980년 12월 8일: 죽음

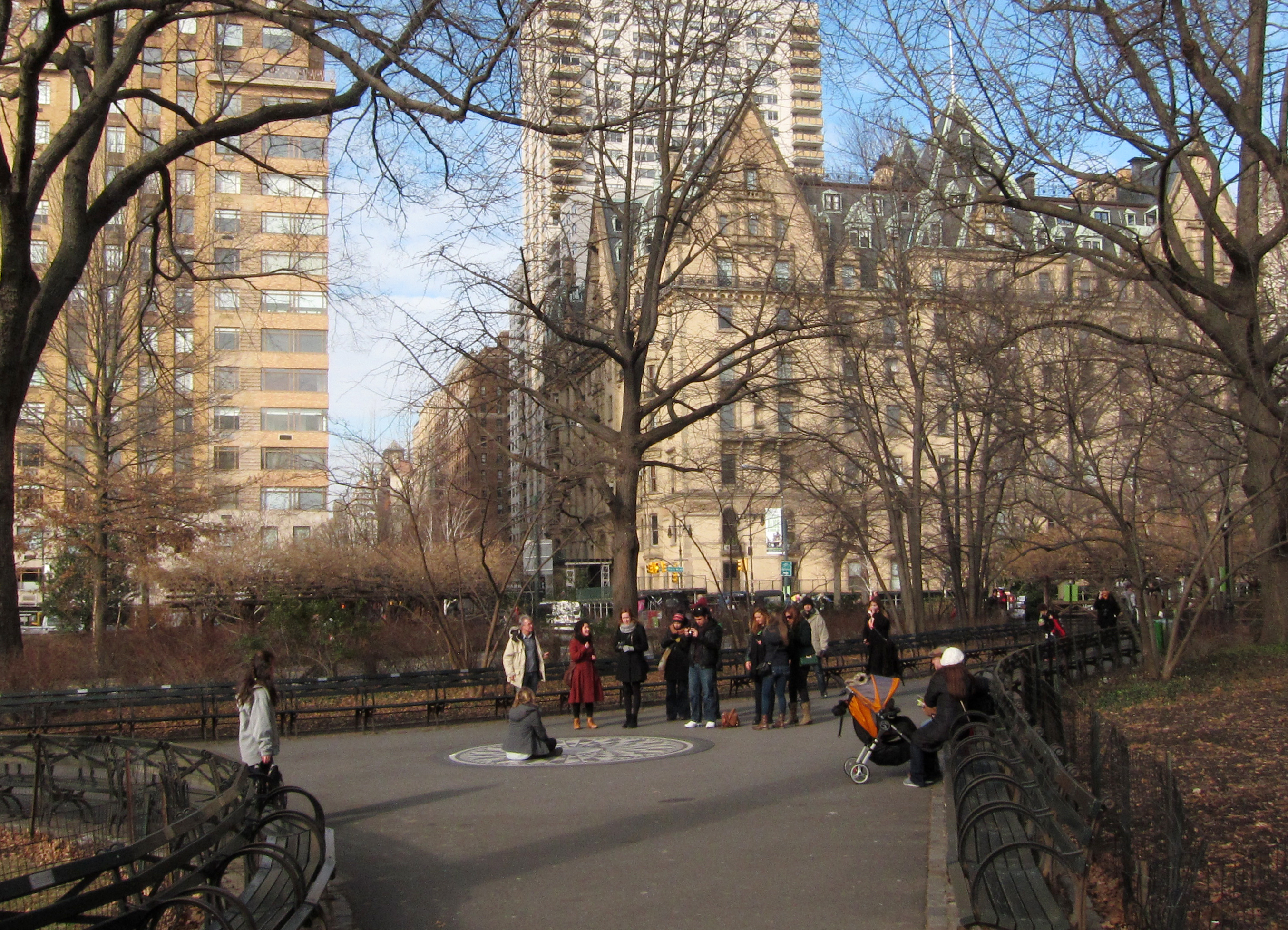
센트럴 파크 안의 스트로베리 필즈. 뒤는 다코타 빌딩이다.

1980년 12월 8일, 오후 10시 50분경(EST) 레논과 오노는 뉴욕에 위치한 다코타 아파트에 돌아왔다. 마크 데이비드 채프먼은 아파트의 아치에서 레논의 등을 향해 총으로 네 발을 쐈다. 레논은 근처에 있는 루즈벨트 병원 응급실로 급히 이송되었으나, 도착 시간인 11시경에 40세의 젊은 나이로 사망했다. 그 날 저녁, 레논은 채프먼을 위해 《Double Fantasy》에 싸인을 해 주었다.
오노는 그 날 "존을 위한 장례식은 없다"고 말했고, "존은 사람들을 사랑했고, 그들을 위해서 기도했습니다. 부디 그를 위해 똑같이 기도해주세요."라고 끝맺었다. 레논의 시신은 뉴욕 시 하츠데일 펀클리프 묘지에서 화장되었다. 오노는 레논의 재를 뉴욕 센트럴 파크에 흩뿌렸으며, 그곳에는 후에 스트로베리 필즈 기념비가 만들어졌다. 채프먼은 2급 살인죄로 유죄가 인정되어 최소 20년의 종신형을 선고받았다. 2016년, 채프먼의 가석방이 9번째 거부됐다.

## 주변 관계

### 신시아 레논

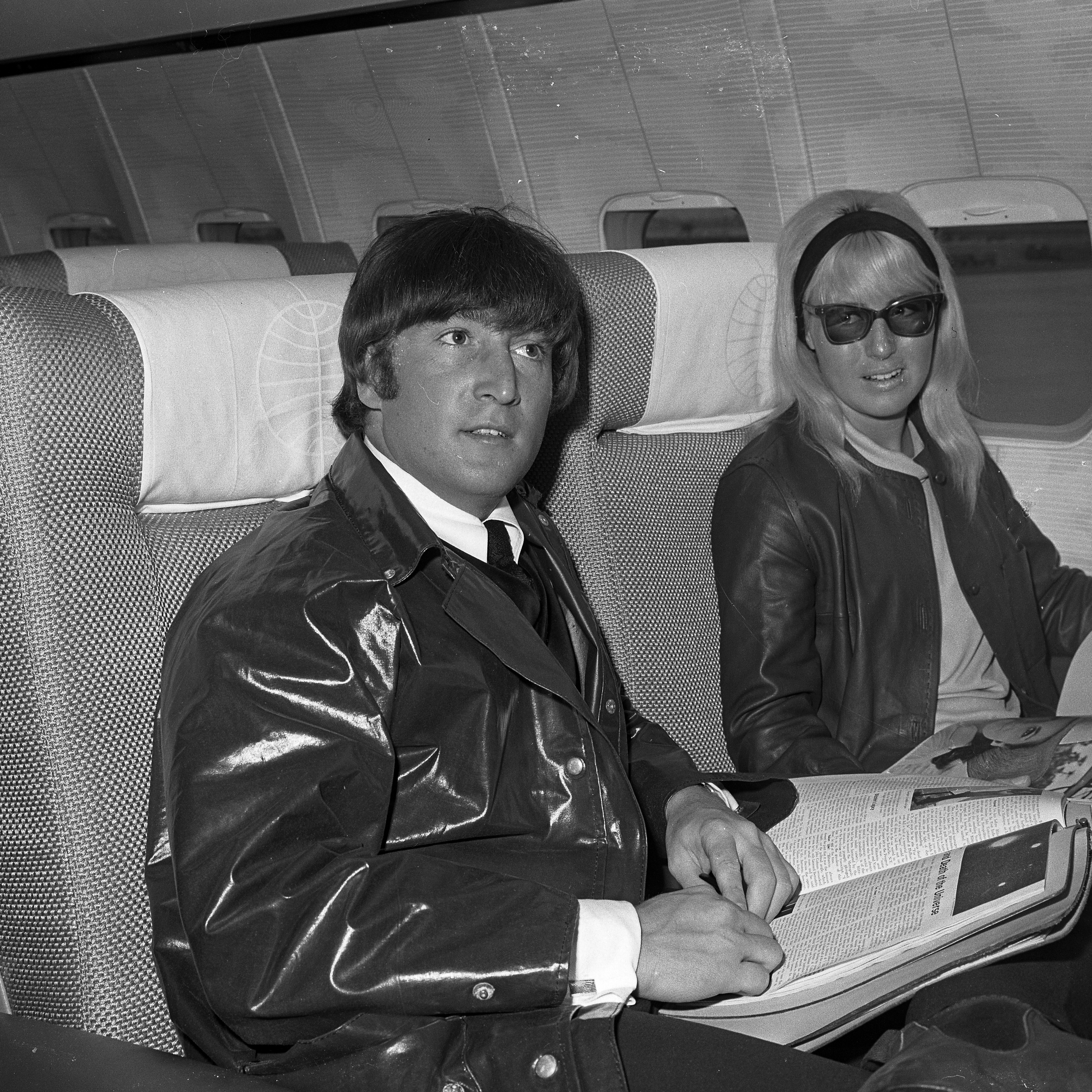
1964년의 레논과 신시아 파월

레논과 신시아 파월(Cynthia Powell, 1939–2015)은 1957년 리버풀 예술대학에서 학교 친구로 처음 만났다. 신시아는 레논의 태도와 모습에 겁먹기도 했으나, 그가 프랑스 배우 브리지트 바르도에 빠져있다는 얘기를 듣고 머리를 금색으로 염색하기도 했다. 레논은 신시아에게 데이트를 제안했으나, 그녀는 자신이 약혼한 상태라고 대답했고, 레논은 "누가 언제 결혼하자고 했어, 앙?"이라며 언성을 높였다. 그녀는 쿼리맨 공연에 존과 곧잘 같이 다녔으며, 매카트니의 여자친구와 함께 존과 폴을 방문하기 위해 함부르크까지 찾아가기도 했다. 레논은 신시아에게 집착했고, 그로 인한 분노와 육체적 폭력을 표출하여 그녀를 겁주었다. 레논은 오노와 만나기 이전까지 자신이 여성에 대해 광신적인 집착이 있다는 것에 의문을 제기한 적이 없었다고 말했다. 레논은 비틀즈의 〈Getting Better〉이 자신의 이야기라고 말했으며, "전 여성에게 못되게 굴었고, 폭력을 쓰기도 했습니다. 아무 여자에게나 말이에요. 전 폭력배였어요. 자신의 감정을 표현하질 못했고, 때리기만 했습니다. 남자하곤 싸우고, 여자에겐 주먹질을 했죠. 이것이 제가 항상 평화를 생각하는 이유입니다."라고 말했다.
레논은 1962년 7월 그녀의 임신 사실을 알고 "방법은 오직 하나뿐이야, 신. 우리 둘은 결혼해야 해"라고 말했다. 커플은 8월 23일 리버풀에 있는 마운트 플레즌트 등기소에서 결혼했다. 레논의 결혼과 동시에 비틀마니아가 영국에서 시작되었다. 그는 자신의 결혼식 오후에 공연을 했고, 그 이후에도 거의 매일 공연을 하러 다녔다. 그가 결혼한 사실을 팬들이 알면 인기가 식을 것이라고 생각한 엡스타인은 레논에게 결혼을 비밀로 유지하도록 요청했다. 그의 첫 자식인 줄리언은 1963년 4월 8일에 출생했다. 당시 투어 중이었던 레논은 3일이 지난 후에야 그를 보았다.
신시아는 파경에 이르른 부부 생활의 원인을 LSD 때문이라고 여겼다. 비틀즈가 1967년 마하라시 요기의 초월 명상 세미나를 위해 웨일스의 뱅고어로 떠날 때, 경찰이 신시아를 알아보지 못하고 기차에 탑승하는 걸 막았다. 그녀는 이 일이 파혼하게 될 것임을 예고한 일이었다고 회상했다. 어느 날, 신시아는 켄우드에 있는 집으로 돌아오자 레논과 오노와 함께 있는 것을 목격했다. 그녀는 곧바로 집을 떠나 친구와 함께 지냈다. 후에 알렉시스 마다스와 밤을 함께 했으며, 몇 주 뒤에 레논이 그녀의 간통을 이유로 이혼과 줄리언의 양육권을 원하고 있다고 통보했다. 협상 이후, 레논은 항복하면서 같은 이유로 이혼했다. 이 사건은 1968년 11월 법정에서 해결되었으며, 레논은 그녀에게 연금 지급을 약속했고, 줄리언에 대한 양육비로 10만 파운드를 지급했다.

### 브라이언 엡스타인
1962년 11월, 리버풀의 캐번 클럽에서 공연하던 비틀즈는 정오 콘서트 이후 엡스타인을 만나게 되었다. 그는 동성애자였다. 전기 저자 필립 노먼은 엡스타인이 그룹의 매니저를 하고 싶었던 이유 중 하나로 레논의 외모를 지적했다. 줄리언이 태어난 지 얼마 지나지 않아 레논은 엡스타인과 함께 스페인으로 여행을 떠났고, 곧이어 그들의 관계에 대한 추측이 난무했다. 후에 이에 대해 질문받은 레논은, "뭐, 거의 연애와도 같았는데, 완전 그렇지는 않았어요. 첫날밤 따윈 없었죠. 하지만 꽤 강렬한 관계였습니다. 동성애자라고 인식한 사람과 함께 보낸 건 처음이었어요. 우리는 토레몰리노스에 있는 카페에 앉아 소년들을 보았고, 전 그에게 '얘가 좋니? 아니면 쟤가 좋니?'라고 물었죠. 전 오히려 항상 작가처럼 생각하면서 경험을 즐기고 있었습니다."라고 말했다. 스페인에서 돌아온 뒤, 레논은 1963년 6월에 열린 매카트니의 21번째 생일 파티에 참석했다. 캐번 클럽의 MC 밥 울러는 말장난과 애정 어리지만 가슴을 찌르는 말을 하는 것으로 유명했고, 그 날 레논에게 "그래서 신혼여행은 어땠어, 존?"이라고 농담삼아 물었다. 존은 결혼한 지 10개월이나 지났고, 부인과의 신혼여행은 연기된 상태였다. 당시 술에 취했던 레논에게 이 문제는 간단했다. "밥은 날 퀴어라고 불렀고, 그래서 나는 그의 갈비뼈를 피나도록 때렸다".
레논은 엡스타인이 동성애자인 점과 유대인이라는 점을 놀리는 것을 즐거워했다. 엡스타인이 레논에게 자신의 자서전 제목을 제안해보라고 묻자, 그는 《퀴어 유대인》(Queer Jew)이란 제목을 제시했다. 최종적으로 《음악이 가득 찬 저장고》(A Cellarful of Noise)라는 제목이 되자, 레논은 이를 "그보다 《소년들로 가득찬 저장고》에 가깝다"(More like A cellarful of Boys)며 제목을 패러디하여 조롱했다. 또, 엡스타인의 방문객에게는 "그를 협박하러 왔나? 아니라면, 런던에서 그러지 않은 건 네가 유일하겠군"이라고 말했다. 그는 〈Baby, You're a Rich Man〉를 녹음하던 중 코러스를 "Baby, you're a rich fag Jew→당신은 부자 게이 유대인이야"로 바꾸기도 했다.

### 줄리언 레논

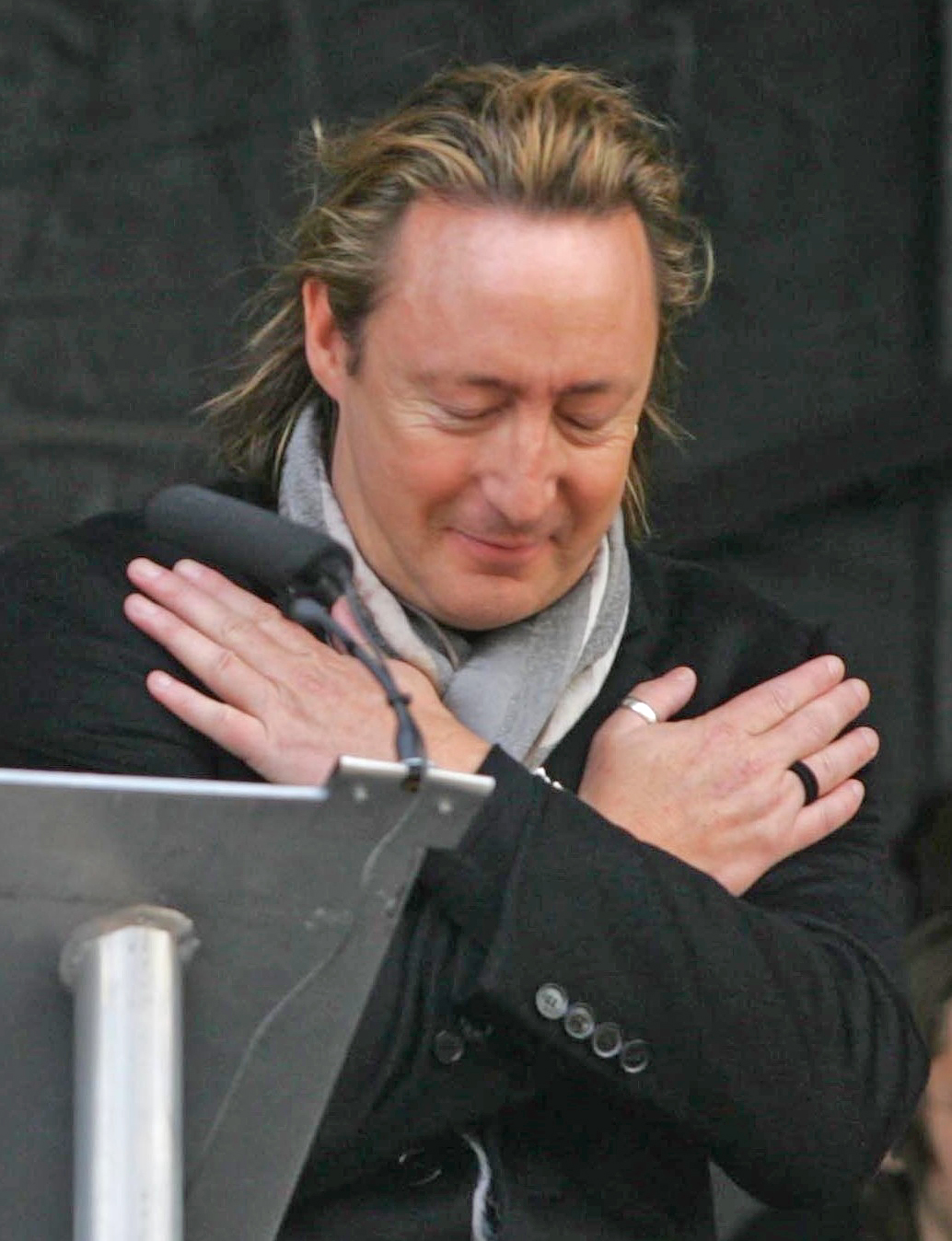
2010년 10월, 존 레논 평화비 제막식에서의 줄리언 레논

레논의 첫째 아들 줄리언은 그와 신시아의 결혼 생활 중에 출생했고, 당시는 비틀마니아가 최고조에 달했던 시기였다. 레논은 줄리언이 출생한 1963년 4월 8일에 투어 중이었다. 엡스타인은 그가 비틀즈의 상업적 성공에 방해가 될 수 있다고 생각했고, 대중에게 줄리언의 출생을 포함하여, 신시아와의 결혼에 대해 비밀로 지켜달라고 요청했다. 줄리언은 그로부터 4년 뒤의 꼬마일 적 일을 회상했다, "전 학교를 마치고 집으로 돌아왔고, 제가 그린 수채화 그림 중 하나로 다가갔어요. 거기엔 그냥 무수한 별과 학교에서 알고 있던 금발 여자애가 그려져 있었죠. 그리고 아버지가 와선, '이게 뭐니'라고 물었고, 전 'It's Lucy in the sky with diamonds→다이아몬드와 함께 있는 하늘 속 루시에요'라고 대답했어요." 레논은 이를 비틀즈 노래의 제목으로 사용했고, 후에 LSD의 머리 글자에서 따온 이름이라는 얘기가 퍼지자, 레논은 "마약에 관련된 곡이 아닙니다"라고 주장했다. 매카트니는 줄리언이 이름을 아무 의도없이 정한 거라며 레논의 주장을 지지했다. 레논은 줄리언과 거리를 두었고, 줄리언은 아버지보다 폴과 더 가깝게 지냈다. 레논이 이혼 절차를 밟던 중, 매카트니는 신시아와 줄리언을 방문하기 위해 차를 타고 가던 중에 줄리언을 위하여 〈Hey Jules〉라는 곡을 작곡하였는데, 후에 제목을 〈Hey Jude〉로 바꾸었다. 레논은 이렇게 회고하고 있다. "그건 폴의 곡 중 가장 좋은 곡입니다. 처음에는 제 아들 줄리언에 관한 곡이었죠 ... 그는 후에 'Hey Jude'로 바꾸었어요. 전 항상 그게 저와 오노 때문이라고 생각했는데, 그는 그건 아니었다고 하더군요."
레논과 줄리언의 관계는 이미 소원해진 상태였고, 1971년 레논이 오노와 함께 뉴욕으로 이사를 가면서 그는 1973년까지 아버지를 만나지 못했다. 팡의 격려에 힘입어, 줄리언은 어머니와 함께 아버지를 보러 로스앤젤레스의 디즈니랜드로 갔다. 줄리언은 이 때부터 아버지를 정기적으로 방문했고, 레논은 그에게 《Walls and Bridges》의 드럼 파트를 맡겼다. 그는 줄리언에게 깁슨 레스폴 기타와 여러 악기를 사줬고, 기타 코드 몇 개를 연주하여 그가 음악에 관심을 가질 수 있도록 유도했다. 줄리언은 뉴욕에서 아버지와 시간을 보내면서 서로가 "훨씬 나아졌다"고 회고했다. "저희는 즐겁게 지냈죠, 웃으면서 좋은 시간을 보냈어요"
《플레이보이》의 데이비드 셰프와 한 인터뷰에서 레논은 "숀은 계획된 아이었고, 거기에 차이가 있습니다. 저는 줄리언이라고 해서 조금이라도 덜한 사랑을 준 건 아닙니다. 그가 위스키 한 병에서 나왔든, 그 날 피임약을 안 먹어서였든, 여전히 제 아들이에요. 그는 여기에, 제 안에 존재해요. 그리고 언제나 함께할 겁니다."라고 말했다. 그는 17살 자식과 다시 관계를 맺으려 하고 있으며, "줄리언과 전 미래의 관계를 맺을 거예요"라고 자신있게 말했다. 레논의 사후 아주 적은 유산이 줄리언에게 남겨졌음이 확인되었다.

### 오노 요코

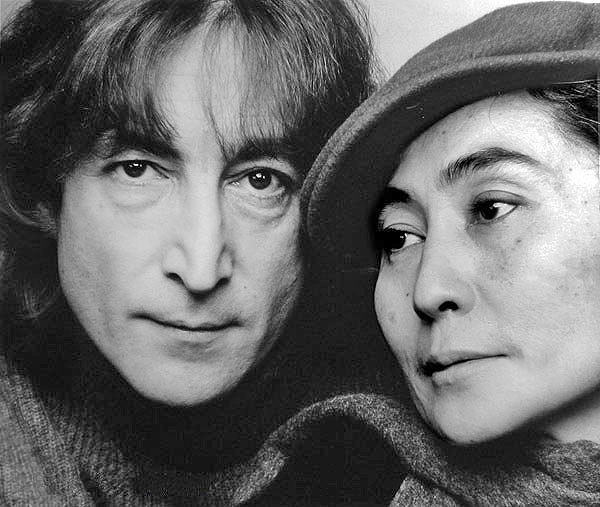
1980년의 레논과 요코

존이 어떻게 오노를 만났는가에 대해서는 두 가지 설이 있다. 첫 번째로 레논의 설은 다음과 같다. 1966년 11월 9일 런던에 있는 인디카 갤러리에 간 레논은 거기서 개념 예술 전시회를 준비하던 오노를 갤러리 주인이던 존 던바에게 소개받았다. 레논은 오노의 작품인 〈못을 박기 위한 페인팅〉에 큰 흥미를 느꼈다. 전시회가 아직 시작되지 않았으나, 요코를 찾아온 존 레논이 '못을 박고 싶으니 망치를 빌려달라'고 했으나 청을 거절했다. 던바는 그녀에게 "이 분이 누군지 몰라요? 그는 백만장자예요! 이걸 살지도 모른다고요."라고 말했다. 오노는 비틀즈에 대해서 들어보지 못했고 이후 그가 다시 찾아오자 5실링(약 50센트)에 망치를 주겠다고 말했다. 그러자 레논은 "제가 상상의 5실링을 드릴 테니, 상상의 못을 망치질하게 해줘요"라고 말했고 이에 마음이 풀렸다. 매카트니가 증언한 두 번째 설은 다음과 같다. 1965년 말 오노는 런던에서 존 케이지가 작업하고 있던 책 《Notations》를 위해 원본 악보를 모으고 있었고 매카트니는 그녀가 악보 원고의 기증을 부탁하자 거절했다. 오노가 레논에게 부탁하자 그는 직접 손으로 쓴 〈The Word〉의 가사를 줬다.
오노는 이후 레논의 집에 계속 전화를 걸었고, 신시아가 레논에게 이에 대해 따졌다. 레논은 그녀에게 오노는 그저 "멍청한 아방가르드 예술"로 돈을 벌려고 하는 것 뿐이라고 말했다. 1968년 5월, 부인이 그리스에서 휴가를 보내는 동안 레논은 오노를 자기 집으로 초대했다. 둘은 밤에 음반 《Two Virgins》의 수록곡을 녹음했고, 레논의 말을 빌리자면 그들은 "새벽에 사랑을 나누었다.". 집으로 돌아온 신시아는 오노가 자신의 목욕 가운을 입은 상태에서 레논과 차를 마시는 장면을 목격했고, 그녀를 본 레논은 간단하게 "오, 안녕."이라고 인사했다. 오노는 1968년에 임신했으나, 그들이 존 오노 레논 2세라고 이름 지은 아이를 1968년 11월 21일에 유산했다. 몇 주 뒤 레논과 신시아는 이혼했다.
레논이 비틀즈에서 활동했던 마지막 2년 동안, 그와 오노는 베트남 전쟁를 반대하는 공개 시위를 시작했다. 둘은 1969년 3월 20일 지브롤터에서 결혼했고, 신혼여행을 암스테르담 힐튼 호텔에서 1주일간 베드 인 시위를 하며 보냈다. 둘은 미국에서도 이 시위를 할 계획이었으나 입국을 거부당해서, 대신 몬트리올의 퀸 엘리자베스 호텔에서 시위했고 여기서 〈Give Peace a Chance〉를 녹음했다. 둘은 종종 함께 행위 예술을 하기도 했다. 한 예로 빈에서 처음 선보여진 배기즘 운동이 있다. 레논은 이 시기를 비틀즈의 노래 〈The Ballad of John and Yoko〉에 상세히 담았다. 레논은 1969년 4월 22일 중간 이름에 오노를 추가했다. 이를 축하하는 의미로 세 달 전에 루프탑 콘서트가 열렸던 애플 코어 건물에서 소소한 파티를 열었다. 그가 비록 존 오노 레논이란 이름을 사용하긴 했지만, 출생시 주어진 이름은 취소할 수 없기 때문에 공식 문서에는 존 윈스턴 오노 레논이라고 표기되었다. 부부는 버크셔의 수닝힐에 있는 티텐 허스트 파크에 정착했다. 오노가 자동차 사고로 부상당하자 레논은 비틀즈의 마지막 음반인 《Abbey Road》를 녹음하던 중 킹 사이즈 침대를 마련하여 스튜디오에 가져다 놓았다.
밴드의 해체로 인해 쏟아질 비난을 피하기 위해 레논은 오노의 제안으로 1971년 8월 31일 뉴욕으로 이주했다. 둘은 처음에 5번가에 있는 세인트 레지스 호텔에서 지내다가 1971년 10월 16일 그리니치빌리지의 뱅크로 105번지로 이사갔다. 강도 사건 이후 보다 안전한 웨스트 72번가의 더 다코타로 이사갔다.

### 메이 팡

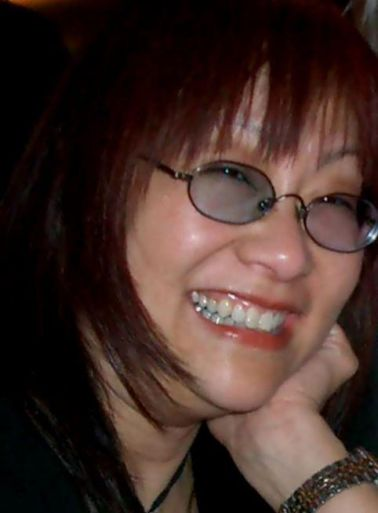
2002년의 메이 팡

앨런 클라인은 1968년에 ABKCO 레코드로부터 파생된 회사인 ABKCO 산업을 세웠다. 메이 팡은 1969년부터 여기서 접수원으로 일했다. 다음 해 레논과 오노는 ABKCO의 프로젝트 일로 그녀를 만났고, 팡은 둘의 개인 비서가 되었다. 그들을 위해 3년간 일한 팡은 오노에게 자신과 레논의 사이가 점점 멀어지고 있다는 말을 들었다. 오노는 그녀에게 레논과 육체적 관계를 맺을 것을 제안하면서 "그는 널 굉장히 좋아해"라고 말했다. 당시 22살이던 팡은 오노의 말에 굉장히 놀랐고, 최종적으로 오노의 제안에 수락했다. 얼마 지나지 않아, 레논과 팡은 캘리포니아로 이사갔고 레논이 "잃어버린 주말"이라고 부른 18개월 동안 동거했다. 로스앤젤레스에 있던 팡은 레논에게 2년 동안 보지 못한 줄리언과 정기적으로 만날 것을 제안했다. 레논은 그녀 덕에 스타, 매카트니, 말 에반스, 해리 닐슨과도 다시 친해졌다. 레논은 닐슨과 술을 마시던 중, 팡이 한 말을 잘못 알아들어 그녀의 목을 조르려고 했고, 닐슨이 저지해서야 그만두었다.
뉴욕으로 돌아온 둘은 줄리언의 방문을 위해 새롭게 객실을 빌렸다. 레논은 오노 때문에 억제한 감정을 풀었고, 친척들과 친구들과 관계를 다시 갖기 시작했다. 12월, 오노의 전화를 거부한 레논은 팡과 함께 집을 매입할 계획을 세웠다. 1975년 1월, 레논은 금연이 가능한 방법을 찾았다고 말한 오노의 말을 계기로 그녀와 다시 만났다. 그녀와 해후한 레논은 귀가하거나 팡과 연락을 취하지 못하게 됐다. 다음 날 팡이 전화를 걸자, 오노는 레논이 최면 요법으로 인해 피곤해서 지금 전화를 받을 수 없다고 말했다. 이틀 뒤 레논을 함께 예약한 치과에서 만난 그녀는 그가 세뇌를 당했다고 의심될 정도로 몽롱하며 혼란스러워하고 있었다고 증언했다. 레논은 팡에게 오노와의 분가는 이제 끝났지만, 오노가 그녀를 정부로서 계속 만날 수 있게 해줬다고 말했다.

### 숀 레논
레논과 오노의 재결합과 동시에 그녀는 임신을 했다. 하지만 이전에 아이를 가지려는 시도로 세 번을 임신했으나, 모두 유산되는 고통을 겪었기에 그녀는 낙태를 원했다. 오노는 레논에게 전업 남편으로 지낼 것이라는 약속을 받고, 계속 임신하기로 했다. 숀은 레논의 35번째 생일이었던 1975년 10월 9일 제왕 절개를 통해 출생했다. 이로써 레논의 음악 활동은 5년동안 멈추게 됐다. 그는 사진작가를 고용해 1살인 숀의 매일을 찍게 했고, 그를 위해 수많은 그림들을 그렸다. 사후에 이 그림들은 《진정한 사랑: 숀을 위한 그림》(Real Love: The Drawings for Sean)으로 출간되었다. 레논은 후에 이렇게 말했다. "내 뱃속에서 나오진 않았지만, 하늘에 맹세코, 난 그의 뼈를 창조했다. 왜냐면 그의 매 식사를 챙겨줬고 잠을 재우기도 해왔으니까, 물고기처럼 수영한다는 것도 안다."

### 비틀즈 멤버

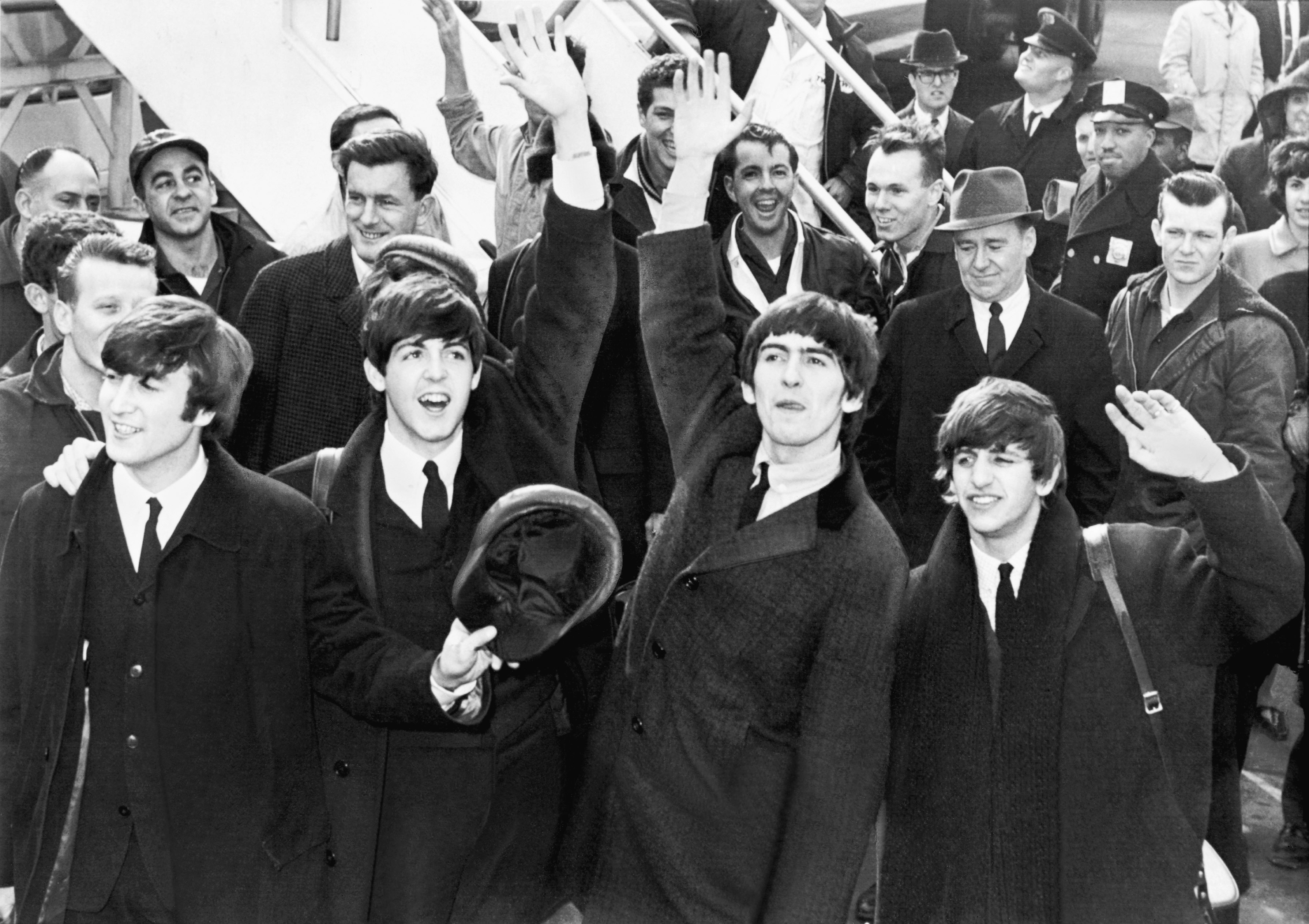
1964년, 뉴욕 시에 도착한 레논(맨 왼쪽)과 비틀즈의 멤버들

레논과 링고 스타는 1970년 비틀즈 해체 이후로도 쭉 우호적으로 지냈지만 매카트니와 해리슨과의 관계는 다양했다. 그는 처음에 해리슨과 가까웠지만 레논이 미국으로 이주한 후에는 관계가 벌어졌다. 해리슨이 1974년 12월 《다크호스 투어》를 위해 뉴욕에 왔을 때, 레논도 그와 함께 무대에 서기로 했으나, 레논이 비틀즈의 법적 해체 서류에 서명하지 않은 일로 다투다 결국 무산되었다. (레논은 결국 팡, 줄리언과 함께 플로리다에서 휴가를 보내면서 서명했다.) 해리슨은 1980년에 레논을 아주 조금만 언급한 자서전을 발표하면서 그의 기분을 상하게 했다. 레논은 《플레이보이》와의 인터뷰에서 이렇게 말했다. "나는 그것 때문에 상처받았습니다 ... 그의 인생에서 내게 받은 영향은 아예 없나보군요 ... 그는 수년간 만나온 별 볼 일 없는 색소폰 연주자나 기타 연주자라도 전부 기억하던데, 전 책에 없었어요."
레논의 가장 격렬한 감정은 매카트니에게 향했다. 레논은 〈How Do You Sleep?〉의 가사를 통해 그를 공격하는 것 외에도 그룹의 해체 후 3년 동안 언론을 통해 그와 다투었다. 이 두 사람은 예전에 그랬듯 친밀한 관계를 다시 시작했으며, 1974년에는 함께 곡을 연주하기도 했다. 매카트니가 레논을 마지막으로 방문한 1976년 4월에 둘은 《새터데이 나이트 라이브》의 에피소드를 시청했는데, 진행자인 론 마이클스가 이 쇼에서 비틀즈가 재결성하면 3,000 달러를 제공하겠다고 선언했다. 둘은 스튜디오를 방문해서 돈을 받아 나누는 것도 고려하였으나 너무 피곤해서 그만두었다. 레논은 죽기 3일 전에 한 인터뷰에서 매카트니에 대한 자기 생각을 축약했다. "내 경력 전반에 걸쳐 폴 매카트니와 오노 요코 두 명과만 작업하기로 했다 ... 나쁜 선택은 아니지 않나."
매카트니와 소원해짐과 동시에 레논은 그와 음악적인 경쟁심을 느꼈고, 그의 음악에 귀를 기울였다. 5년간 경력에 공백을 낸 레논은 그가 범상한 음악을 제작하는 동안에는 편히 지켜만 보았다. 매카트니가 1980년에 〈Coming Up〉을 발표하자 레논은 스튜디오로 돌아왔으며, 그 노래가 머리에서 계속 맴돌자 "그건 날 미친놈으로 몰고 가!"라며 농담삼아 불평했다. 같은 해에 비틀즈가 두려운 적인가 아니면 가장 좋은 친구인가를 물었을 때, 레논은 둘 다 해당하지 않으며 오랫동안 그들 중 누구도 보지 못했다고 답했다. 그는 이어 "여전히 그치들을 좋아한다. 비틀즈는 끝났지만 존, 폴, 조지와 링고는 계속된다."고 말했다.

## 정치적 활동

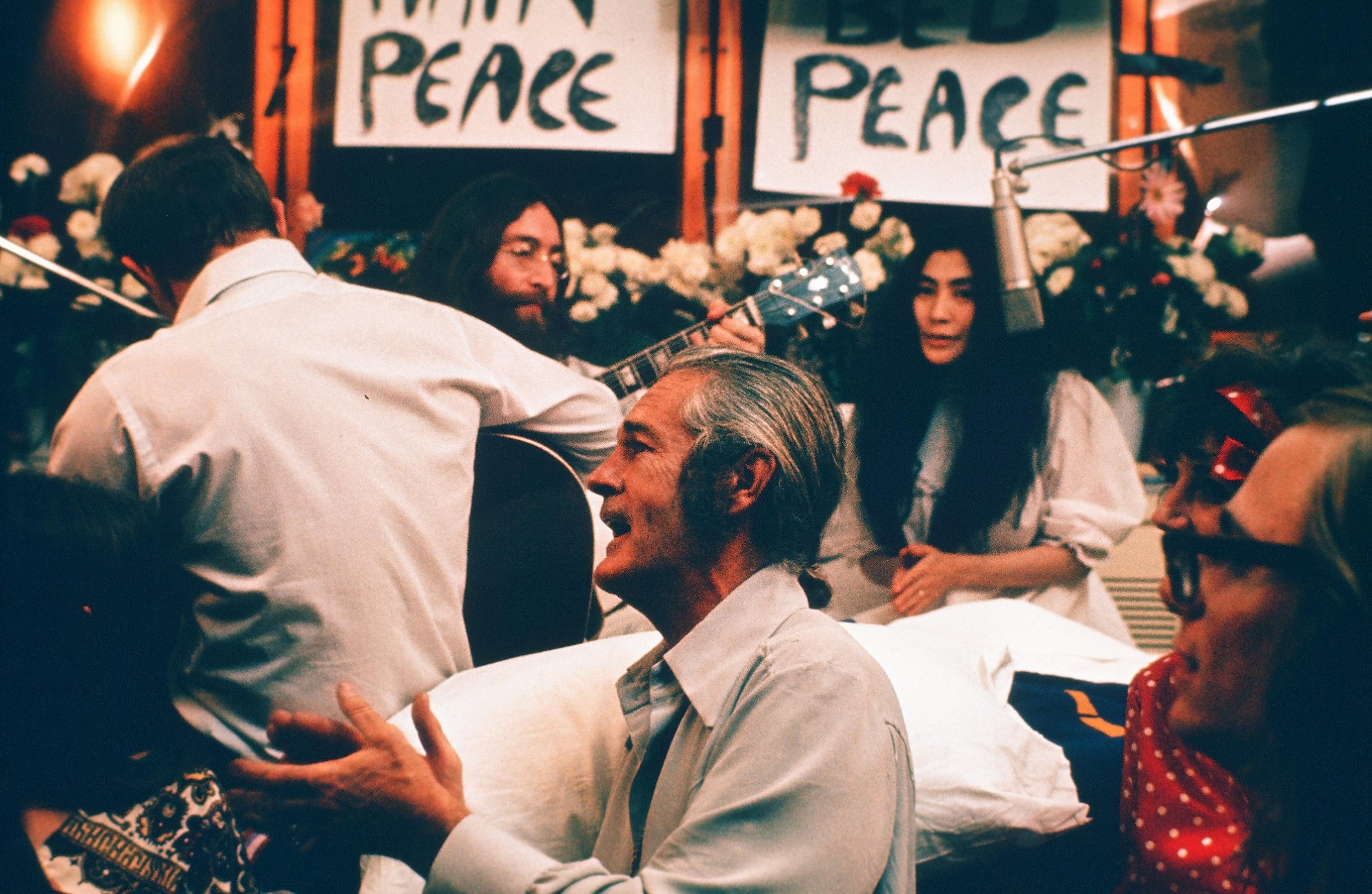
암스테르담 힐튼 호텔에서 베드 인 포 피스 도중 〈GIve Peace a Chance〉를 녹음하는 레논

레논과 오노는 자신들의 신혼여행을 암스테르담 힐튼 호텔에서 베드 인 포 피스라는 활동을 하는데 사용했다. 1969년 3월에 전개된 이 활동은 전 세계 미디어의 조롱을 받았다. 두 번째 베드 인은 3개월 후 몬트리올의 퀸 엘리자베스 호텔에서 열렸고, 이때 레논은 〈Give Peace a Chance〉를 쓰고 녹음했다. 싱글로도 발매된 이 노래는 빠른 속도로 반전 앤섬이 되었다. 11월 15일 워싱턴 DC에서 열린 베트남 반전 시위에서 50만 명의 사람들이 이 노래를 불렀다. 12월, 둘은 "War Is Over! If You Want It→전쟁은 끝난다! 당신이 그러길 원한다면"이라는 문구를 세계 각 언어로 번역하여 10개 도시에 걸기 위해 빌보드에 돈을 지급했다.
그해 말, 레논과 오노는 1962년 살인 혐의로 교수형에 처해진 제임스 핸래티의 결백을 증명하려는 피해자의 가족들을 지지했다. 레논은 핸래티를 사형한 사람들은 "남아프리카의 거리에서 총기로 흑인들을 살해하는 사람들과 같은 종류의 인간"이며 "같은 놈들이 사회를 지배하고, 같은 사람들이 모든 걸 운영하는 이 모든 게 엿 같은 부르주아 현상이다."라고 덧붙였다. 레논과 오노는 런던에서 "Britain Murdered Hanratty→영국이 핸리티를 살해했다"와 "Silent Protest For James Hanratty→제임스 핸리티를 위한 침묵시위"라는 플래카드를 들고 행진했고, 사건에 관한 40분짜리 다큐멘터리를 제작하기도 했다. 몇 년 후 열린 항소심에서 DNA 증거가 일치하여 핸래티의 유죄는 확정되었다. 그의 가족은 2010년까지 계속 항소했다.
1971년 12월, 레논과 오노는 어퍼 클라이드 조선소 노동자가 시작한 자주 관리를 지지하는 뜻으로 빨강 장미 부케와 5,000파운드 수표를 보냈다. 그해 8월 뉴욕으로 이사간 레논은 시카고 세븐과 청년국제당 회원인 평화운동가 제리 루빈, 애비 호프먼과 친분을 쌓았다. 정치운동가, 흑표당의 공동설립자이자 시인인 존 싱클레어는 마약 소지로 붙잡혔고, 이후 마리화나 두 롤을 판 죄로 10년형을 선고받았다. 1971년 12월 미시간주 앤아버에서 존 레논, 스티비 원더, 밥 시거, 흑표당의 바비 실 등이 항소 공연이자 자선 공연인 〈John Sinclair Freedom Rally〉를 열었고, 이에 15,000명이 참여했다. 레논과 오노는 데이비드 필과 루빈의 도움을 받아 《Some Time in New York City》(이때에는 발매되지 않음)에 수록된 어쿠스틱 세트 4곡을 연주했다. 여기에는 존 싱클레어의 석방을 호소하는 〈John Sinclair〉도 포함되어 있다. 공연 전날에 미시간 상원은 마리화나 소지에 대한 처벌을 크게 줄이는 법안을 통과시켰고, 4일 뒤 싱클레어는 항소심에서 석방됐다. 이 공연은 녹음되었고, 트랙 중 두 곡은 나중에 《John Lennon Anthology》(1998)에 수록된다.
1972년 북아일랜드에서 비무장한 14명의 시민권 운동가들이 영국 육군에 의해 총으로 사살된 피의 일요일 사건 이후, 레논은 육군과 IRA(당시 사건과는 연관이 없었다) 중 하나를 택해야 한다면 IRA를 고를 것이라고 말했다. 레논과 오노는 아일랜드를 탄압하는 영국의 행위를 비판하는 〈Luck of the Irish〉와 〈Sunday Bloody Sunday〉를 써서 음반 《Some Time in New York City》에 수록했다. 2000년 영국 보안 당국인 MI5의 전 요원 데이빗 셰일러는 레논이 IRA에게 몰래 돈을 줬다고 주장했으나, 이에 대해 오노는 즉각적으로 부인했다. 전기작가 빌 해리는 피의 일요일 이후, 레논과 오노가 정치 다큐멘터리 영화이자 공화당에 대한 견해를 나타낸 《The Irish Tapes》의 제작을 위해 재정적인 지원을 했다고 기록했다.
2006년 타리크 알리에 의해 확인된 FBI 감시 보고서에 따르면, 레논은 1968년 영국에서 결성된 트로츠키주의 그룹인 '국제 마르크스주의 그룹'에 호의적이었다. 그러나 FBI는 레논이 "마약의 영향을 지속적으로 받았"기 때문에 혁명가로서의 효과가 제한적이었다고 판단했다. 1973년에 레논은 오행시 〈Why Make It Sad To Be Gay?〉를 지어 렌 리치몬드의 책 《The Gay Liberation Book》에 기고했다.
레논이 마지막으로 정치 활동을 벌인 것은 1980년 12월 5일 샌프란시스코의 환경미화원 파업을 지원하는 성명서였다. 그와 오노는 12월 14일 노동자 시위에 동참할 계획이었다. 하지만 이때의 레논은 1960년대와 1970년대에 그가 도왔던 반문화에 등을 돌리고, 보수주의로 기울어진 상태였다. 그가 실제로 보다 보수적인 시각을 가지게 되었는가는 의견이 분분하다.

### 추방 시도
베트남 전쟁 반대 운동에 미친 〈Give Peace a Chance〉와 〈Happy Xmas (War Is Over)〉의 큰 영향 후, 닉슨 행정부는 공화당 전당 대회와 동시에 샌디에이고에서 열리는 콘서트에 레논이 개입한다는 소식을 들었다. 닉슨은 레논의 반전 활동으로 인해 재선이 힘들어질 수 있다고 생각해 그를 추방하려고 했다. 공화당 상원의원 스트롬 서먼드는 1972년 2월 "추방은 전략적 대응책이 될 것"이라고 메모했다. 다음 달 미국 이민귀화국(INS)은 1968년 런던에서 일어난 대마초 소지 경범죄를 근거로 미국에 입국할 자격이 없어졌다 주장하면서 추방 절차를 시작했다. 레논은 1975년 10월 8일까지, 3년 6개월이라는 기간 동안 추방 청문회에 들락날락했다. 항소 법원은 "법원은 비밀 정치적 이유 때문에 일어난 선택적 강제 송환은 용인하지 않을 것"이라며 추방을 막았다. 법적 전투가 계속되는 동안 레논은 집회에 참석하고 TV에 출연했다. 레논과 오노는 1972년 2월의 한 주 동안 《The Mike Douglas Show》를 공동으로 진행했고, 제리 루빈과 바비 실 등의 게스트를 초대했다. 1972년, 밥 딜런은 레논을 지키기 위해 INS에 편지를 썼다.
| “ | 존과 요코는 이 나라의, 소위 말하는 예술 기관에 좋은 목소리와 추진력을 더합니다. 그들은 영감을 불어넣고, 초월하고, 자극하여 타인들이 순수한 빛을 보도록 돕습니다. 하찮은 상업주의가 낸 칙칙한 테이스트를 거대 대중매체는 마치 예술인양 홍보하죠, 그들은 거기에 종지부를 찍으려고 하는 겁니다. 존과 요코에게 만세를 보냅니다. 그들이 여기 머무르고, 살며, 호흡하게 하세요. 이 나라는 충분한 방과 공간을 가지고 있습니다. 존과 요코를 머물게 하세요! | ” |

1973년 3월 23일, 레논은 60일 이내에 미국을 떠나라는 명령을 받았다(오노는 영주권을 얻었다). 이에 대해 레논과 오노는 1973년 4월 1일 뉴욕시 변호사 협회에서 기자 간담회를 열고 "땅이 없고, 경계도 없고, 여권도 없고, 오직 사람"만 있는 국가 '누토피아'의 설립을 발표했다. 누토피아의 국기인 흰 깃발(두 개의 손수건)을 든 그들은 미국에서 정치 망명을 요청했다. 기자 회견은 촬영되어 나중에 2006년 다큐멘터리 《존 레논 컨피덴셜》에 등장했다. 레논의 《Mind Games》(1973)에는 3초의 침묵을 담은 트랙 〈Nutopian International Anthem→누토피아의 국제적 앤섬〉이 포함되어 있다. 기자회견 직후 닉슨의 정치 스캔들 개입이 밝혀졌고, 6월 워싱튼 DC에서 워터게이트 청문회가 시작되었다. 14개월 후 닉슨 대통령은 사임되었다. 닉슨의 후임자인 제럴드 포드는 레논과의 전쟁에 관심을 보이지 않았으며 추방 명령은 1975년 취소되었다. 다음 해에는 레논의 미국 이주 상태가 해결되었다. 레논은 자신의 영주권을 증명하는 "그린 카트"를 받았다. 미국의 제39대 대통령 지미 카터는 1977년 1월 대통령으로 취임했고, 레논과 오노는 취임 축하 무도회에 참석했다.

### FBI의 감시와 기밀 해제 문서

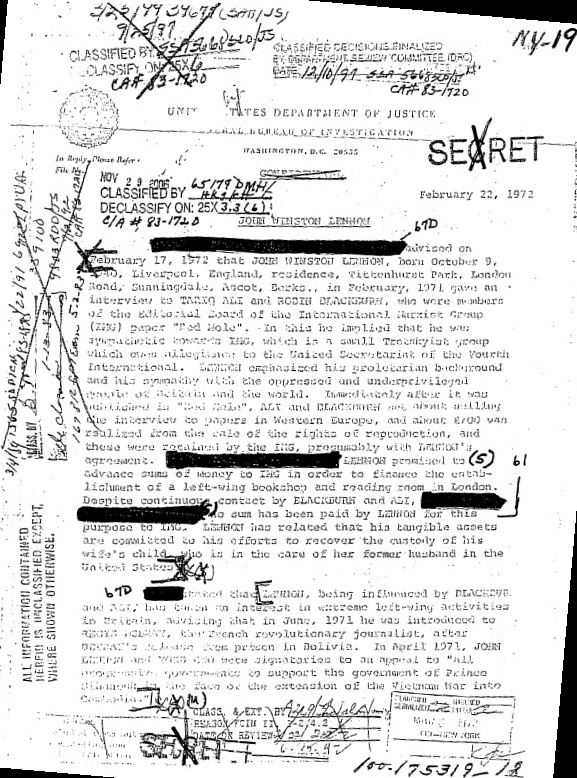
존 레논에 대한 FBI의 감시가 쓰여진 존 에드거 후버의 기밀 문서

레논의 사후, 역사 학자 존 위너는 정보 공개법(Freedom of Information Act) 요청서를 제출하여 FBI 파일 문서에 기록된 국방부의 추방 시도를 알아내려고 했다. FBI는 레논을 조사한 281쪽 분량의 문서가 있음을 시인했지만, 국가 보안 정보가 담긴 이유로 대부분 공개하지 않았다. 1983년, 위너는 남부 캘리포니아 자유권 연합(American Civil Liberties Union of Southern California)의 도움을 받아 FBI를 상대로 소송을 제기했다. FBI가 문서를 공개하도록 강제하는 데에는 14년이 걸렸다. 위너를 대표하는 ACLU는 1991년 제9순회 항소 법원에서 열린 FBI에 대한 소송에서 유리한 판결을 받았다. 법무부는 이 판결을 1992년 4월 대법원에 항소했지만, 법원은 이를 검토하지 않았다. 1997년 빌 클린턴 행정부는 문서가 "예측 가능한 피해"를 포함할 경우에만 공개하지 않아야 한다는 새로운 법에 따라, 법무부는 분쟁 중인 문서 10개를 제외한 모든 문서를 공개했다.
2000년 1월, 위너는 《진실을 밝혀라: 존 레논 FBI 파일》(Gimme Some Truth: The John Lennon FBI Files)에 14년에 걸친 활동의 결과를 담아 출간했다. 책에는 복사된 서류도 포함되어 있으며, "비밀 정보원이 자세히 서술한 반전 운동가들의 일상생활 보고서, 백악관으로 보내진 메모들, 레논이 출연한 TV 프로그램의 대본, 레논이 마약 혐의로 지역 경찰에 체포되었다는 내용" 등이 수록되었다. 이 이야기는 다큐멘터리 《존 레논 컨피덴셜》에서 언급된다. "분명한 기밀 보장하에 외국 정부가 제공하는 국가 보안 정보"가 포함된 마지막 10개 문서는 2006년 12월에 공개되었다. 영국 정부가 레논을 심각한 위협으로 간주했다는 내용은 없었다. 공개된 내용 중 하나의 예로는, 저명한 영국 좌익이 좌파 서점과 열람실을 위한 레논의 재정적 지원에 대한 바람에 관한 내용이다.

## 예술성
비틀즈 전기작가 빌 해리는 레논이 삼촌의 격려와 힘입어 어린 시절 창조적인 그림을 그리거나 글을 쓰기 시작했다고 기록했다. 그는 자신의 소설, 시, 만화, 캐리커쳐들을 모아서 《데일리 하울》이라는 쿼리 뱅크 고등학교 잡지에 담았다. 그림에는 종종 장애인이 등장했고, 글은 풍자적이었으며, 책 전체에 걸쳐 말장난으로 가득 차 있었다. 급우 빌 터너는 레논이 자신의 가장 친한 친구이자 후에 쿼리맨에서도 활동하는 피트 쇼튼을 즐겁게 하려고 이를 제작했으며, 피트가 보기 전까지는 아무에게도 공개하지 않았다고 증언했다. 터너는 또한 레논이 "위건 부두에 사로잡혔다. 그것은 계속해서 언급되었다."고 말했다. 레논의 소설인 《감자 광산의 당근》(A Carrot in a Potato Mine)에서는 "광산은 위건 부두 끝에 위치했다"는 문장이 존재한다. 그는 레논의 그림 중 하나를 설명했는데, 그림에는 버스 정류장 표지판이 있고 거기에 "Why?"가 새겨져 있다. 위에는 날아다니는 팬케이크가 있고, 밑에는 "안경을 쓴 맹인이 눈먼 개를 따라다니는 모습이 있다. 개 또한 안경을 썼다".
레논이 24세일 때, 그의 말장난이 담긴 글은 더 많은 독자를 끌었다. 해리는 레논의 저서 《그 자신의 이야기》이 출판된 경위를 이렇게 설명했다. "비틀즈를 다루는 기자들이 와서 어쩔 수 없이 그가 글을 보여주자, 그들이 '책을 써라'고 말했다. 그렇게 첫 번째 책은 탄생했다." 이 책은 《데일리 홀》과 마찬가지로 단편 소설, 시, 연극, 그리고 그림 등 다양한 형식이 혼합되어 있다. 수록된 단편 중 하나인 〈Good Dog Nigel〉은 "3시에 살해당할 것이라는 메시지를 들었을 때까지 램프 포스트에 소변을 보고, 꼬리를 흔드는 행복한 강아지의 이야기"를 그려냈다. 《더 타임스 리터러리 서플리먼트》는 "놀랍다 ... 또한 웃기기도 하다 ... 난센스는 자연스럽고, 글과 이미지는 순수한 판타지의 사슬이 되어 서로를 자극한다."고 평했다. 《북 위크》는 "말도 안 되는 글이지만, 레논은 난센스 문학의 시각으로 보자면 훌륭한 성과를 거두었다. 몇몇 동음이의어는 따분한 말장이지만, 대다수가 이중의미가 있을 뿐만 아니라 이중적인 통렬함을 지니고 있다."고 평했다. 레논은 긍정적인 반응과, 책이 검열되지 않았다는 사실에 놀랐다. 그는 "(독자들이 책을) 저보다 더 진지하게 받아드리는 것 같습니다. 그건 제가 웃고자 만든 것인데도 말이에요."라고 말했다.
빅터 스피네티와 아드리엔 케네디는 《일하는 스페인 사람》(A Spaniard in the Works, 1965)과 《그 자신의 이야기》을 기반으로 무대극 《The John Lennon Play: In His Own Write》을 제작했다. 레논, 스피네티, 그리고 로열 내셔널 시어터의 예술 감독인 로런스 올리비에는 협상을 거친 후 1968년 올드빅에서 연극을 공연했다. 레논과 오노는 오프닝 나이트 공연과 두 번째 공개 공연에 참석했다. 1969년에 레논은 아방가르드 연극 《오! 캘커타!》를 위해, 자신이 10대 때 한 집단 자위를 바탕으로 〈Four in Hand〉라는 글을 썼다. 레논의 사후, 추가로 그의 작업물이 출간되었다. 《입소문이 그린 공중 문자》(Skywriting by Word of Mouth, 1968), 《Ai: 존 레논의 눈으로 본 일본: 개인적인 스케치북》(Ai: Japan Through John Lennon's Eyes: A Personal Sketchbook, 1992), 《진정한 사랑: 숀을 위한 그림》(Real Love: The Drawings for Sean, 1999), 《비틀즈 앤솔로지》(The Beatles Anthology, 2000) 등에서 그의 글과 그림을 볼 수 있다.

## 음악성

### 악기 연주

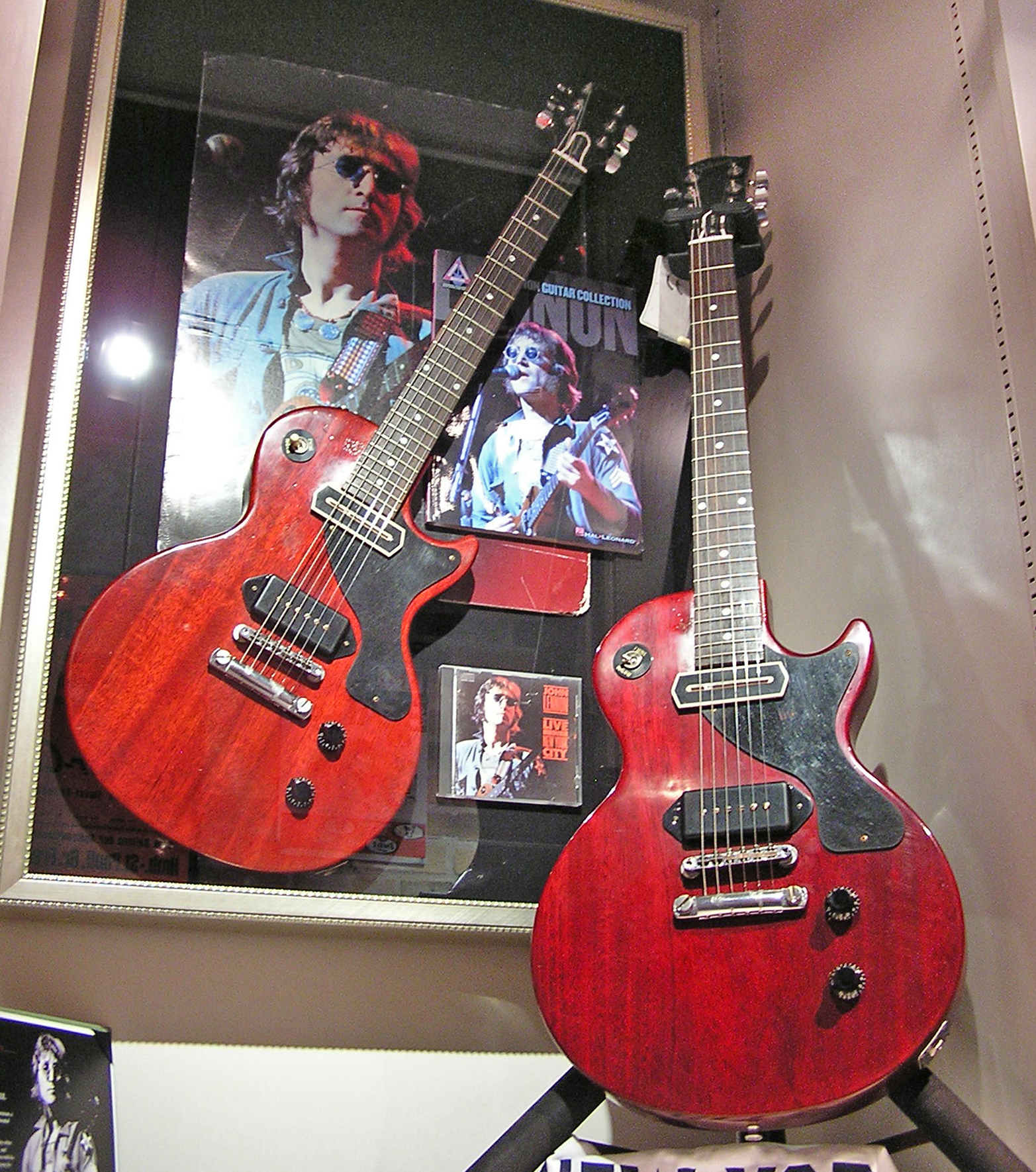
존 레논의 깁슨 레스폴 주니어

레논은 버스를 타고 스코틀랜드에 있는 사촌을 방문하러 가는 도중에 마우스 오르간을 연주했다. 그 소리에 인상을 받은 운전자는 레논에게 내일 에든버러로 오면 버스 창고에 있는, 승객이 두고 간 하모니카를 주겠다고 말했다. 전문적인 악기는 레논의 장난감을 빠르게 대체했다. 그는 함부르크에서도 종종 하모니카를 연주했고, 그룹의 초기 음반에서는 대표적인 사운드가 되었다. 어머니 줄리아는 그에게 밴조를 연주하는 방법을 가르쳤고, 후에는 통기타를 사줬다. 16세의 레논은 쿼리맨과 함께 리듬 기타를 연주했다.
레논은 비틀즈에서 리켄배커 325, 에피폰 카지노, 깁슨 J-160E 등의 다양한 일렉트릭 기타를 사용했고, 솔로 활동 때에는 깁슨 레스폴 주니어로 시작했다. 《Double Fantasy》의 프로듀서인 잭 더글라스는 레논이 비틀즈 시절부터 자신의 디 선은 약간 평평하게 튜닝했기 때문에, 미미 숙모는 음반에서 그의 기타가 무엇인지 알 수 있었다고 말했다. 레논은 6현 베이스 기타인 펜더 베이스 VI를 연주하여 폴 매카트니의 악기 소리로 가득 찬 〈Back in the U.S.S.R.〉, 〈The Long and Winding Road〉, 〈Helter Skelter〉에 저음을 제공했다. 레논은 그의 가장 유명한 솔로 곡으로 일컬어지는 〈Imagine〉을 포함한 많은 노래에서 피아노를 연주했다. 그는 1963년 매카트니와 함께 피아노를 연주하다 비틀즈의 첫 번째 미국 히트곡인 〈I Want to Hold Your Hand〉를 작곡했다. 1964년에는 멜로트론 키보드를 소유한 최초의 영국 음악가 중 한 명이 되었으나, 1967년 〈Strawberry Fields Forever〉까지는 사용하지 않았다.

### 보컬 스타일
비틀즈가 자신들의 첫 정규 음반인 《Please Please Me》를 위해 〈Twist and Shout〉을 녹음하고 있을 때, 레논은 감기에 걸려 목소리가 나간 상태였다. 레논은 "나는 노래를 부를 수 없어, 그냥 비명을 질렀다."고 말했다. 전기작가 배리 마일즈는, "레논은 단순히 로큰롤에 가지고 있던 사랑을 위해 성대를 갈가리 찢었다."고 적었다. 비틀즈의 프로듀서 조지 마틴은 이렇게 회고했다. "레논은 자신의 목소리를 싫어하는 선천적인 태도를 지니고 있다. 난 이를 이해할 수 없었는데, 그는 언제나 내게 "내 목소리로 무언가 하세요! "다르게" 만들어야 합니다."라고 말했다." 마틴은 의무적으로 더블 트래킹이나 여타 기술을 활용해야 했다.
비틀즈에서 솔로로 넘어가는 동안 레논의 목소리는 다양하게 표현되었다. 전기작가 크리스 그레고리는 "그는 불안을 드러내기 위해 어쿠스틱이 이끄는 다양한 고해 발라드를 실험적으로 구성했다. 그렇게 시작된 '공개 치료'는 결국 〈Cold Turkey〉의 프라이멀 스크림과 《John Lennon/Plastic Ono Band》의 카타르시스로 막을 내린다"고 썼다. 음악 평론가 로버트 크리스트가우는 이 시기를 레논의 "최고 보컬"이라고 평했으며, 또한 "비명에서 우는 소리에 이르기까지 전자적으로 변조된다 ... 에코, 필터링, 더블 트래킹이 적용되었다"고 말했다. 데이비드 스튜어트 라이언은 레논의 보컬이 "극단적인 취약성, 민감성, 심지어 순진성"에서부터 "거칠기"에 이르기까지 했다"고 적었다. 위너도 그의 목소리가 "처음에는 가라앉았으나, 곧 절망적인 비명을 토한다"고 말했다. 음악 역사학자 벤 우리쉬는 레논의 피살 수일 후에 라디오에서 비틀즈가 《에드 설리번 쇼》에서 공연한 〈This Boy〉를 들었다며 다음과 같이 회상했다. "레논의 보컬이 절정에 달했을 때 ... 그와 같은 고뇌와 감정을 담아 지르는 비명을 듣는 것은 너무 가슴 아프나, 그것이 내가 항상 느껴온 감정이었다."

## 유산

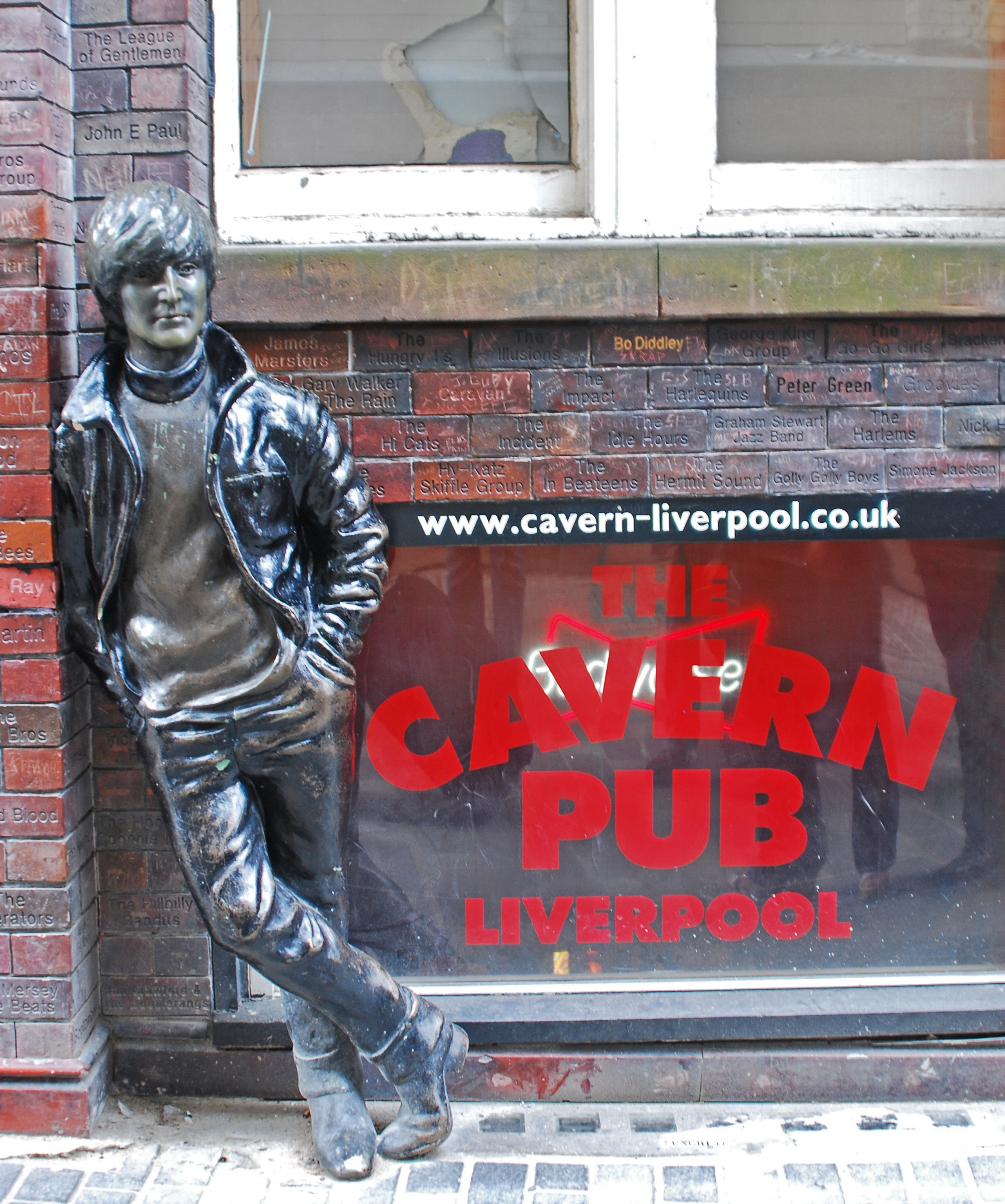
캐번 클럽 바깥에 세워진 레논의 동상

음악 역사학자 쉰들러와 슈왈츠는 1950년대와 1960년대 사이에 일어난 대중음악 스타일의 변화에 대해, 비틀즈가 "소리와 스타일, 그리고 대중음악의 태도를 진보시켰고, 로큰롤의 문을 열어 영국 록의 해일을 일으켰다"며 그들의 영향력을 무시할 수 없다고 말했다. 밴드의 영향을 받았다고 인정한 사람 중 하나인 그룹 오아시스의 리엄 갤러거는 그를 자신의 영웅이라고 칭했다. 그는 1999년 태어난 첫 아이의 이름을 레논 갤러거라고 지어 레논을 기렸다. 1999년 '국립 시의 날'(National Poetry Day)에서 BBC가 영국인이 가장 좋아하는 노래 가사를 확인하기 위해 여론 조사를 한 결과 〈Imagine〉이 선정되었다.
존 가너는 2006년 《가디언》지에 기고한 기사에 다음과 같이 썼다. "1972년의 젊은이들에게, 레논이 닉슨에게 당당히 맞서는 모습은 굉장히 흥분되는 것이었다. 레논이 자신의 경력과 삶을 걸고 위험을 감수하겠다는 의지는, 그가 지금까지 존경을 받는 한 가지 이유다." 음악 역사학자인 우리쉬와 비엘렌은 레논의 가장 지대한 공이 "그의 노래에서 불린 인간의 자화상"이었다고 말했다.
레논의 죽음은 전 세계의 수많은 사람이 계속해서 애도하고 있으며, 수많은 기념탑과 헌정의 대상이 되었다. 2002년에는 레논의 고향에 위치한 공항의 이름이 리버풀 존 레논 공항(Liverpool John Lennon Airport)로 바뀌었다. 2010년에는 레논 탄생 70주년을 맞이하여 신시아와 줄리언 레넌에 의해 리버풀 차바스 공원에 존 레논 평화비가 세워졌다. 'Peace & Harmony→평화와 조화'라는 제목의 이 기념비는 평화를 상징하고, "Peace on Earth for the Conservation of Life · In Honour of John Lennon 1940–1980→생명의 보전을 위한 지구 상의 평화 · 존 레논을 기리며 1940-1980"라는 문구가 새겨져 있다.
2013년 12월, 국제 천문학 연합회는 수성의 분화구 중 하나를 그의 이름 '레논'을 따서 명명했다.

### 수상과 판매량
레논-매카트니 작곡가 관계는 20세기 가장 영향력 있고 성공적인 업적 중 하나로 여겨진다. 레논은 공연자, 작곡가, 그리고 공동 작곡가로서 쓴 25개의 싱글을 미국 핫 100 차트의 정상에 올린 기록을 보유하고 있다.a 그는 미국에서만 1,400만 장의 음반을 팔았다. 《Double Fantasy》는 미국에서 3백만 장의 출하량을 기록한 레논의 최고 판매 솔로 앨범이다. 그의 죽음 직전에 발표된 이 음반은 1981년 그래미상 올해의 음반을 수상했다. 그 다음 해, 음반 분야의 탁월한 업적에 대해 수여하는 브릿 어워드의 상은 레논에게 돌아갔다.
2002년 BBC가 여론 조사한 영국의 가장 위대한 100인에서 레논은 8위에 올랐다. 2003년부터 2008년까지 《롤링 스톤》은 레논의 예술과 음악에 대해 여러 리뷰를 게재했고, 100명의 가장 훌륭한 가수에서 5위에, 100명의 가장 위대한 예술가에서 38위에 선정했으며, 그의 음반인 《John Lennon/Plastic Ono Band》와 《Imagine》은 롤링 스톤 역사상 가장 위대한 음반 500장에서 각각 22위와 76위를 차지했다. 그는 1965년에 다른 비틀즈 멤버와 대영제국 훈장 구성원(MBE)으로 임명되었으나, 1969년에 반환했다. 레논은 사후인 1987년 작곡가 명예의 전당에, 1994년 로큰롤 명예의 전당에 헌액되었다.

## 음반 목록
- 《Unfinished Music No. 1: Two Virgins》 (오노 요코와 함께함) (1968)
- 《Unfinished Music No. 2: Life with the Lions》 (오노 요코와 함께함) (1969)
- 《Wedding Album》 (오노 요코와 함께함) (1969)
- 《John Lennon/Plastic Ono Band》 (1970)
- 《Imagine》 (1971)
- 《Some Time in New York City》 (오노 요코와 함께함) (1972)
- 《Mind Games》 (1973)
- 《Walls and Bridges》 (1974)
- 《Rock 'n' Roll》 (1975)
- 《Double Fantasy》 (오노 요코와 함께함) (1980)
- 《Milk and Honey》 (오노 요코와 함께함) (1984)

## 영화 목록

### 영화
| 연도 | 제목                      | 역할                           | 비고                           |
| ---- | ------------------------- | ------------------------------ | ------------------------------ |
| 1964 | 《하드 데이즈 나이트》    | 본인 역                        |                                |
| 1965 | 《헬프!》                 | 본인 역                        |                                |
| 1967 | 《존 레논의 전쟁 대작전》 | 그립위드                       |                                |
| 1967 | 《매지컬 미스테리 투어》  | 본인 역 / 티켓 판매원 / 마술사 | 나레이터, 각본, 감독, 프로듀서 |
| 1968 | 《옐로우 섬머린》         | 본인 역                        | 끝에서 카메오로 등장           |
| 1968 | 〈투 버진스〉             |                                | 단편                           |
| 1970 | 〈신격화〉                |                                | 단편                           |
| 1970 | 《렛 잇 비》              | 본인 역                        | 비틀즈가 제작한 다큐멘터리     |

### 텔레비전
| 연도      | 제목                   | 역할                   | 비고                                                  |
| --------- | ---------------------- | ---------------------- | ----------------------------------------------------- |
| 1965-1966 | 《낫 온리... 벗 올소》 | 화장실 청소부 / 게스트 | 〈Episode #1.1〉 (1965), 〈Christmas Special〉 (1966) |

## 책 목록
- 《그 자신의 이야기》(In His Own Write, 1964)
- 《일하는 스페인 사람》(A Spaniard in the Works, 1965)
- 《입소문이 그린 공중 문자》(Skywriting by Word of Mouth, 1968)

## 참고 문헌
- Ali, Tariq (2006년 12월 20일). “John Lennon, the FBI and me”. 《The Guardian》 (UK). 2010년 8월 18일에 확인함.
- [(영어) https://www.allmusic.com/artist/david-bowie-p3753/charts-awards/billboard-singles “David Bowie – Billboard Singles”] |url= 값 확인 필요 (도움말). AllMusic. 2010년 11월 13일에 확인함.
- [(영어) https://www.allmusic.com/artist/elton-john-p4617/charts-awards/billboard-singles “Elton John – Billboard Singles”] |url= 값 확인 필요 (도움말). AllMusic. 2010년 11월 13일에 확인함.
- [(영어) https://www.allmusic.com/artist/john-lennon-p4744/charts-awards/billboard-singles “John Lennon – Billboard Singles”] |url= 값 확인 필요 (도움말). AllMusic. 2010년 11월 13일에 확인함.
- [(영어) https://www.allmusic.com/album/happy-xmas-war-is-over-r800088 “John Lennon Discography, Singles & EPs, Happy Xmas (War is Over)”] |url= 값 확인 필요 (도움말). AllMusic. 2010년 11월 13일에 확인함.
- [(영어) https://www.allmusic.com/artist/peter-gordon-p5136/charts-awards/billboard-singles “Peter and Gordon – Billboard Singles”] |url= 값 확인 필요 (도움말). AllMusic. 2010년 11월 13일에 확인함.
- [(영어) https://www.allmusic.com/artist/the-beatles-p3644/charts-awards/billboard-singles “The Beatles – Billboard Singles”] |url= 값 확인 필요 (도움말). AllMusic. 2010년 11월 13일에 확인함.
- Anderson, Jennifer Joline (2010). 《John Lennon: Legendary Musician & Beatle》. ABDO Publishing Company. ISBN 978-1-60453-790-1. 2011년 7월 24일에 확인함.
- Babiuk, Andy (2002). 《Beatles Gear》. Backbeat. ISBN 978-0-87930-731-8.
- Badman, Keith (2001). 《The Beatles Diary, Volume 2 : After the Break-Up, 1970–2001》. Omnibus Press. ISBN 978-0-7119-8307-6.
- Badman, Keith (2003). 《The Beatles Off The Record: The Dream Is Over》. Omnibus Press. ISBN 978-0-7119-9199-6. 2015년 11월 16일에 확인함.
- “100 great British heroes”. BBC News. 2002년 8월 21일. 2010년 5월 11일에 확인함.
- “1969: Millions march in US Vietnam Moratorium”. BBC News. 2008. 2010년 5월 11일에 확인함.
- “The Beatles in Bangor”. BBC News. 2014년 12월 18일에 확인함.
- “Judge releases Lennon letters”. BBC News. 2000년 2월 19일. 2010년 5월 11일에 확인함.
- “Lennon filmmakers credit campaign”. BBC News. 2006년 10월 12일. 2010년 5월 11일에 확인함.
- “Lennon ship log book up for sale”. BBC News. 2006년 3월 27일. 2010년 5월 11일에 확인함.
- “The Lennon–McCartney Songwriting Partnership”. BBC News. 2005년 11월 4일.
- “US chat show veteran Douglas dies”. BBC News. 2006년 8월 12일. 2010년 5월 11일에 확인함.
- “Lennon killer is denied parole for the sixth time”. BBC News. 2010년 9월 7일. 2010년 9월 8일에 확인함.
- Bennahum, David (1991). 《The Beatles After the Break-Up: In Their Own Words》. Omnibus Press. ISBN 978-0-7119-2558-8. 2015년 11월 16일에 확인함.
- Blaney, John (2005). 《John Lennon: Listen to this Book》. Paper Jukebox. ISBN 978-0-9544528-1-0. 2015년 11월 16일에 확인함.
- Bright, Martin (2000년 2월 20일). “Lennon aided IRA, claims MI5 renegade”. 《The Guardian》 (UK). 2010년 5월 10일에 확인함.
- Brooks, Richard (2009년 6월 13일). “Julian Lennon gives family peace a chance”. 《The Times》 (UK). 2011년 6월 17일에 원본 문서에서 보존된 문서. 2010년 5월 10일에 확인함.
- Brooks, Xan (2005년 9월 23일). “Lennon too stoned to be a revolutionary”. 《The Guardian》 (UK). 2010년 12월 22일에 확인함.
- Brown, Peter (1983). 《The Love You Make: An Insider's Story of The Beatles》. McGraw Hill. ISBN 0-07-008159-X.
- Browne, Jackson (2008년 11월 12일). “100 Greatest Singers of All Time”. 《Rolling Stone》. 2010년 9월 20일에 원본 문서에서 보존된 문서. 2010년 9월 10일에 확인함.http://www.rollingstone.com/music/lists/100-greatest-singers-of-all-time-19691231 보관됨 2015-12-29 - 웨이백 머신
- Buchanan, Jason (2009). “Overview of Twenty to Life: The Life and Times of John Sinclair”. Allmovie. 2010년 5월 10일에 확인함.
- Calkin, Graham (2002). “Anthology”. Graham Calkin. 2010년 12월 9일에 확인함.
- Clark, Neil (2002년 5월 11일). “Hanratty Deserved to Die”. 《The Spectator》. 2015년 11월 23일에 확인함.
- Cleave, Maureen (2005년 10월 5일). “The John Lennon I Knew”. 《The Daily Telegraph》 (London). 2015년 3월 28일에 확인함.
- Cohen, Claire (2008년 1월 10일). “Churchill? A troublemaker. Lennon? A useless clown. And as for that girl Thatcher ...”. 《Daily Mail》 (UK). 2010년 12월 7일에 확인함.
- Cohn, Jonathan. “The Lost Lennon Tapes”. 《Rolling Stone》 (1120/1121). 23 December 2010, 6 January 2011.
- Coleman, Ray (1984). 《John Winston Lennon》. Sidjwick & Jackson. ISBN 978-0-283-98942-1.
- Coleman, Ray (1984). 《John Ono Lennon: Volume 2 1967–1980》. Sidgwick & Jackson. ISBN 978-0-283-99082-3.
- Coleman, Ray (1992). 《Lennon: The Definitive Biography》. Harper. ISBN 0-06-098608-5.
- Deming, Mark (2008). “Overview of John Lennon: Live in New York City”. Allmovie. 2010년 5월 10일에 확인함.
- Doggett, Peter (2010). 《You Never Give Me Your Money: The Beatles After the Breakup》. HarperCollins. ISBN 978-0-06-177446-1.
- Edmondson, Jacqueline (2010). 《John Lennon: A Biography》. Greenwood Publishing Group. ISBN 978-0-313-37938-3. 2015년 11월 16일에 확인함.
- Emerick, Geoff; Massey, Howard (2006). 《Here, There and Everywhere: My Life Recording the Music of the Beatles》. Penguin Books. ISBN 1-59240-179-1.
- Everett, Walter (1999). 《The Beatles as Musicians: Revolver through the Anthology》. Oxford University Press. ISBN 978-0-19-512941-0. 2015년 11월 16일에 확인함.
- Everett, Walter (2001). 《The Beatles as Musicians: The Quarry Men through Rubber Soul》. Oxford University Press. ISBN 0-19-514104-0. 2015년 11월 16일에 확인함.
- Fawcett, Anthony (1976). 《John Lennon: One Day at a Time》. Evergreen. ISBN 978-0-394-17754-0.
- Frankel, Glenn (2007년 8월 26일). “Nowhere Man (p4)”. 《The Washington Post》. 2010년 5월 10일에 확인함.
- Friedman, John S. (2005). 《The Secret Histories: Hidden Truths that Challenged the Past and Changed the World》. Macmillan. ISBN 978-0-312-42517-3.
- Gerson, Ben (1971년 10월 28일). “Imagine”. 《Rolling Stone》. 2012년 9월 12일에 원본 문서에서 보존된 문서. 2010년 11월 12일에 확인함.
- Ginell, Richard S. (2009). [(영어) https://www.allmusic.com/album/r11541 “Milk and Honey Review”] |url= 값 확인 필요 (도움말). AllMusic. 2010년 5월 10일에 확인함.
- Glenn, Alan (2009). “The Day a Beatle Came to Town”. 《The Ann Arbor Chronicle》. 2012년 11월 14일에 원본 문서에서 보존된 문서. 2010년 12월 9일에 확인함.
- Goldman, Albert Harry (2001). 《The Lives of John Lennon》. Chicago Review Press. ISBN 978-1-55652-399-1.
- Goodman, Joan (December 1984). “Playboy Interview with Paul and Linda McCartney”. 《Playboy》.
- Gould, Jonathan (2008). 《Can't Buy Me Love: The Beatles, Britain and America》. Piatkus. ISBN 978-0-7499-2988-6.
- “Grammy Award Winners”. National Academy of Recording Arts and Sciences. 2010년 5월 1일에 원본 문서에서 보존된 문서. 2010년 4월 28일에 확인함.http://www.grammy.com/nominees/search
- Gregory, Chris (2007). 《Who Could Ask For More: Reclaiming The Beatles》. The Plotted Plain Press. ISBN 978-0-9557512-0-2. 2015년 11월 16일에 확인함.
- Greenberg, Keith Elliot (2010). 《December 8, 1980: The Day John Lennon Died》. Backbeat Books. ISBN 978-0-87930-963-3. 2015년 11월 16일에 확인함.
- Harry, Bill (2000). 《The Beatles Encyclopedia: Revised and Updated》. Virgin Publishing. ISBN 0-7535-0481-2.
- Harry, Bill (2000). 《The John Lennon Encyclopedia》. Virgin. ISBN 0-7535-0404-9.
- Harry, Bill (2009). “John Lennon and Blackpool”. 《Mersey Beat》. 2010년 12월 5일에 확인함.
- Holsinger, M. Paul (1999). 《War and American popular culture: a historical encyclopedia, Volume 1998》. Greenwood Publishing Group. ISBN 978-0-313-29908-7.
- Hoppa, Jocelyn (2010년 11월 10일). “Celluloid Heroes: John Lennon and How I Won the War”. 《Crawdaddy!》. 2010년 11월 21일에 원본 문서에서 보존된 문서. 2010년 11월 15일에 확인함.
- Ingham, Chris (2006). 《The Rough Guide to The Beatles》. Rough Guides. ISBN 978-1-84353-720-5.
- Kruse, Robert J. II (2009). 〈Geographies of John and Yoko's 1969 Campaign for Peace: An Intersection of Celebrity, Space, Art, and Activism〉.   Johansson, Ola, Bell, Thomas L. 《Sound, Society and the Geography of Popular Music》. Ashgate. 11–32쪽. ISBN 978-0-7546-7577-8.
- Landau, Jon (1974년 1월 3일). “Mind games”. 《Rolling Stone》. 2010년 11월 19일에 원본 문서에서 보존된 문서. 2010년 11월 12일에 확인함.
- Lawrence, Ken (2005). 《John Lennon: In His Own Words》. Andrews McMeel Publishing. ISBN 978-0-7407-5477-7. 2015년 11월 16일에 확인함.
- Lawrence, Robb (2009). 《The Modern Era of the Les Paul Legacy: 1968–2008》. Hal Leonard. ISBN 978-1-4234-5531-8.
- Lennon, Cynthia (1978). 《A Twist of Lennon》. Avon. ISBN 978-0-380-45450-1.
- Lennon, Cynthia (2005). 《John》. Crown Publishers. ISBN 978-0-307-33855-6.
- Lewisohn, Mark (1988). 《The Beatles Recording Sessions》. Harmony Books. ISBN 0-517-57066-1.
- Logan, Nick (1967년 11월 25일). “Magical Mystery Tour”. 《NME》 (UK).
- Loker, Bradford E. (2009). 《History with the Beatles》. Dog Ear Publishing. ISBN 978-1-60844-039-9. 2015년 11월 16일에 확인함.
- “Most Excellent Order of the British Empire”. 《The London Gazette (supplement)》. 1965년 6월 4일. 2010년 5월 11일에 확인함.
- MacDonald, Ian (2005). 《Revolution in the Head: The Beatles' Records and the Sixties》. Pimlico. ISBN 1-84413-828-3.
- McGinty, Stephen (2010년 8월 12일). “Jimmy Reid: A working-class hero and the saviour of Clyde yards”. 《The Scotsman》 (UK). 2010년 8월 18일에 확인함.[깨진 링크(과거 내용 찾기)]
- Miles, Barry (1997). 《Paul McCartney: Many Years From Now》. Henry Holt & Company. ISBN 0-8050-5248-8.
- Miles, Barry (2001). 《The Beatles Diary Volume 1: The Beatles Years》. London: Omnibus Press. ISBN 0-7119-8308-9.
- Norman, Philip (1981년 5월 25일). “A Talk with Yoko”. 《New York》.
- Norman, Philip (2008). 《John Lennon: The Life》. Ecco. ISBN 978-0-06-075401-3. 2015년 11월 16일에 확인함.
- Pang, May (2008). 《Instamatic Karma: Photographs of John Lennon》. St. Martin's Press. ISBN 978-0-312-37741-0.
- Peebles, Andy; Lennon, John; Ono, Yoko (1981). 《The Lennon tapes: John Lennon and Yoko Ono in conversation with Andy Peebles, 6 December 1980》. BBC. ISBN 978-0-563-17944-3.
- Perone, James E. (2001). 《Songs of the Vietnam Conflict》. Greenwood Publishing Group. ISBN 978-0-313-31528-2. 2015년 11월 16일에 확인함.
- Prown, Pete; Newquist, Harvey P. (1997). 《Legends of Rock Guitar: The Essential Reference of Rock's Greatest Guitarists》. Hal Leonard. ISBN 978-0-7935-4042-6.
- “RIAA: Searchable database”. RIAA. 2010. 2010년 2월 21일에 확인함.
- “RIAA Gold & Platinum Top Selling Artists”. RIAA. 2013년 7월 25일에 원본 문서에서 보존된 문서. 2010년 3월 5일에 확인함.
- Roberts, David (2001). 《Guinness World Records: British Hit Singles (14th Edition)》. Guinness World Records. ISBN 0-85156-156-X.
- Riley, Tim (2001). 《Tell me why: a Beatles commentary》. Da Capo Press. ISBN 978-0-306-81120-3. 2015년 11월 16일에 확인함.
- Rodriguez, Robert (2012). 《Revolver: How the Beatles Reimagined Rock 'n' Roll》. Milwaukee, WI: Backbeat Books. ISBN 978-1-61713-009-0.
- “David Bowie”. Rock and Roll Hall of Fame. 1996. 2010년 5월 10일에 확인함.
- “The RS 500 Greatest Albums of All Time”. 《Rolling Stone》. 2003년 11월 18일. 2010년 4월 28일에 확인함.
- “100 Greatest Artists of All Time”. 《Rolling Stone》. 2008년 4월 12일. 2010년 5월 10일에 확인함.http://www.rollingstone.com/music/lists/100-greatest-singers-of-all-time-19691231 보관됨 2015-12-29 - 웨이백 머신
- Seaman, Frederic (1991). 《The Last Days of John Lennon》. Birch Lane Press. ISBN 1-55972-084-0.
- Ryan, David Stuart (1982). 《John Lennon's Secret》. Kozmik Press Centre. ISBN 978-0-905116-08-2.
- Schechter, Danny (1997). 《The More You Watch, the Less You Know: News Wars/Submerged Hopes/Media Adventures》. Seven Stories Press. ISBN 1-888363-80-0.
- Schinder, Scott; Schwartz, Andy (2007). 《Icons of Rock: An Encyclopedia of the Legends Who Changed Music Forever》. Greenwood Press. ISBN 978-0-313-33845-8.
- Sheff, David (January 1981). “Interview with John Lennon and Yoko Ono”. 《Playboy》. 2010년 9월 25일에 원본 문서에서 보존된 문서. 2010년 11월 11일에 확인함.
- Sheff, David; Golson, G. Barry (editor) (1981). 《The Playboy Interviews with John Lennon and Yoko Ono》. Playboy. ISBN 978-0-87223-705-6.
- Shennan, Paddy (2007년 11월 26일). “What will Liz think of these?”. 《The Liverpool Echo》. 2010년 5월 10일에 확인함.
- Songwriters Hall of Fame (2015). “John Lennon”. 2012년 4월 24일에 원본 문서에서 보존된 문서. 2015년 11월 23일에 확인함.
- Spizer, Bruce (2005). 《The Beatles Solo on Apple Records》. New Orleans, LA: 498 Productions. ISBN 0-9662649-5-9.
- Spitz, Bob (2005). 《The Beatles: The Biography》. Little, Brown. ISBN 0-316-80352-9.
- “Other noises, Other notes”. 《Time》. 1967년 3월 3일. 2013년 8월 8일에 원본 문서에서 보존된 문서. 2010년 11월 27일에 확인함.
- The Beatles (2000). 《The Beatles Anthology》. Chronicle Books. ISBN 0-8118-2684-8.
- “The Brits 1982”. The Brit Awards. 2016년 2월 19일에 확인함.
- “John Lennon”. The Rock and Roll Hall of Fame. 1994. 2010년 12월 30일에 원본 문서에서 보존된 문서. 2010년 5월 10일에 확인함.
- “Celebrity Obituaries – Allen Klein”. 《The Telegraph》. 2009년 7월 5일. 2010년 12월 5일에 확인함.
- “FBI Releases Last Pages From Lennon File”. 《The Washington Post》. 2006년 12월 20일. 2010년 5월 11일에 확인함.
- Tillery, Gary (2011). 《Working Class Mystic: A Spiritual Biography of George Harrison》. Wheaton, IL: Quest Books. ISBN 978-0-8356-0900-5.
- Urish, Ben; Bielen, Kenneth G (2007). 《The Words and Music of John Lennon》. Praeger. ISBN 978-0-275-99180-7. 2015년 11월 16일에 확인함.
- Vigilla, Hubert (2005년 8월 29일). “Album Review : John Lennon – Imagine”. 《Treble》. 2014년 10월 6일에 원본 문서에서 보존된 문서. 2014년 10월 2일에 확인함.
- Wald, Jonathan (2004년 10월 6일). “Lennon killer denied parole”. CNN. 2010년 5월 11일에 확인함.
- 《Warner Brothers. John Lennon: Imagine, Cynthia Lennon Interview》 (DVD). Warner Brothers. 1988.
- Wenner, Jann S (2000). 《Lennon Remembers》. Verso. ISBN 1-85984-600-9. 2015년 11월 16일에 확인함.
- Wiener, Jon (1990). 《Come Together: John Lennon in His Time》. University of Illinois Press. ISBN 978-0-252-06131-8.
- Wiener, Jon (1999). 《Gimme Some Truth: The John Lennon FBI Files》. University of California Press. ISBN 0-520-22246-6. 2015년 11월 16일에 확인함.
- Wiener, Jon (2006년 12월 19일). “He didn't have to do it. That's one reason he's still admired”. 《The Guardian》 (UK). 2010년 8월 18일에 확인함.
- 비틀즈 (2010). 《The Beatles Anthology》 [비틀즈 앤솔로지]. 오픈하우스. ISBN 978-89-93824-44-5. 2016년 11월 23일에 원본 문서에서 보존된 문서. 2016년 12월 7일에 확인함.

## 추가 참고 문헌
- Kane, Larry (2007). Lennon Revealed. Running Press. ISBN 978-0-7624-2966-0
- Pang, May; Edwards, Henry (1983). Loving John: The Untold Story. Warner Books. ISBN 0-446-37916-6.
- Riley, Tim (2011). Lennon: Man, Myth, Music. Hyperion. ISBN 978-1-4013-2452-0
- Wiener, Jon. The John Lennon FBI Files
- Yorke, Richard (1969). "John Lennon: Ringo's Right, We Can't Tour Again", New Musical Express, 7 June 1969, reproduced by 《Crawdaddy!》, 2007.